# MasterChef Junior (programa de televisión español)
MasterChef Junior España es un programa de televisión gastronómico que busca al mejor cocinero amateur infantil de España, estrenado en La 1 de TVE el 23 de diciembre de 2013. Se trata de la versión infantil del talent show culinario español, adaptado del inglés, MasterChef España.
El talent show estuvo conducido por Eva González hasta 2019, mientras que Jordi Cruz, Samantha Vallejo-Nágera y Pepe Rodríguez eran los chefs que juzgaban los platos de los aspirantes. Tras la marcha de la presentadora, el propio jurado asumió la conducción del programa.
El 29 de mayo de 2023, La 1 anunció el casting de la décima temporada, renovando el programa tras estar desaparecido durante casi dos años.

## Formato
Los participantes deben demostrar cada semana su pericia cocinando. Cada semana es eliminado un participante hasta llegar a una final donde se determina el título no oficial de "mejor cocinero infantil de España".
La primera edición solo constó de 4 galas, que se aumentaron en dos más a partir de la segunda edición, ante la buena aceptación del concurso.
En sus inicios, se eliminaban a cuatro concursantes por entrega antes de llegar a la gran final, pero a partir de la segunda edición, solo se elimina a tres por gala.

## Temporadas
| Temporada | Temporada | N.º de programas | Participantes | Estreno                 | Final                | Ganador/a                | Audiencia media | Audiencia media |
| Temporada | Temporada | N.º de programas | Participantes | Estreno                 | Final                | Ganador/a                | Espectadores    | Cuota           |
| --------- | --------- | ---------------- | ------------- | ----------------------- | -------------------- | ------------------------ | --------------- | --------------- |
|           | 1         | 4                | 16            | 23 de diciembre de 2013 | 6 de enero de 2014   | Mario Palacios           | 3 491 000       | 17,9%           |
|           | 2         | 6                | 16            | 30 de diciembre de 2014 | 3 de febrero de 2015 | Manuel Esteve            | 2 851 000       | 16,1%           |
|           | 3         | 6                | 16            | 1 de diciembre de 2015  | 5 de enero de 2016   | María Fernández-Victorio | 2 358 000       | 14,8%           |
|           | 4         | 6                | 16            | 20 de diciembre de 2016 | 17 de enero de 2017  | Paula Alós               | 2 487 000       | 16,1%           |
|           | 5         | 6                | 16            | 20 de diciembre de 2017 | 10 de enero de 2018  | Esther Requena           | 2 347 000       | 16,7%           |
|           | 6         | 6                | 16            | 23 de diciembre de 2018 | 13 de enero de 2019  | Josetxo Pérez            | 2 240 000       | 14,7%           |
|           | 7         | 6                | 16            | 23 de diciembre de 2019 | 24 de enero de 2020  | Lucía Lu Pérez           | 1 612 000       | 11,8%           |
|           | 8         | 6                | 16            | 15 de diciembre de 2020 | 19 de enero de 2021  | Aurora Ruiz              | 1 668 000       | 13,0%           |
|           | 9         | 4                | 12            | 20 de diciembre de 2021 | 6 de enero de 2022   | Guillem Serrat           | 1 371 000       | 10,6%           |
|           | 10        | 6                | 16            | 11 de diciembre de 2023 | 3 de enero de 2024   | Loreto Riera             | 802 000         | 9,8%            |
|           | 11        | 6                | 16            | 26 de diciembre de 2024 | 9 de enero de 2025   | Valentina Salazar        | 708 000         | 8,6%            |
| Total     | Total     | 50               | 140           | 2013                    |                      |                          | 1 994 000       | 13,7%           |

## Equipo

### Presentadora
| Eva González Modelo y presentadora |

### Jurado
Las elaboraciones de los concursantes son valoradas por un jurado profesional compuesto por tres chefs, viéndose en ocasiones reforzado por los invitados del programa
|                                                                    | La 1        | La 1        | La 1        | La 1        | La 1        | La 1        | La 1        | La 1        | La 1        | La 1        | La 1        |
| Edición                                                            | 1           | 2           | 3           | 4           | 5           | 6           | 7           | 8           | 9           | 10          | 11          |
| Año                                                                | 2013 / 2014 | 2014 / 2015 | 2015 / 2016 | 2016 / 2017 | 2017 / 2018 | 2018 / 2019 | 2019 / 2020 | 2020 / 2021 | 2021 / 2022 | 2023 / 2024 | 2024 / 2025 |
| ------------------------------------------------------------------ | ----------- | ----------- | ----------- | ----------- | ----------- | ----------- | ----------- | ----------- | ----------- | ----------- | ----------- |
| Pepe Rodríguez Chef del restaurante El Bohío, en Illescas          |             |             |             |             |             |             |             |             |             |             |             |
| Jordi Cruz Chef del restaurante ABaC, en Barcelona                 |             |             |             |             |             |             |             |             |             |             |             |
| Samantha Vallejo-Nágera Propietaria del cáterin Samantha de España |             |             |             |             |             |             |             |             |             |             |             |

## Primera edición (2013-2014)
El jurado de la versión adulta de MasterChef juzgó a niños, de entre 8 y 12 años de edad, entre los meses de diciembre de 2013 y enero de 2014 en La 1 de Televisión Española. La presentadora y modelo Eva González se hizo cargo de conducir el espacio. El programa, de cuatro episodios, dio comienzo el 23 de diciembre y finalizó el 6 de enero.

### Aspirantes
| Nombre           | Procedencia | Edad    | Información               |
| ---------------- | ----------- | ------- | ------------------------- |
| Mario Palacios   | Logroño     | 12 años | Ganador                   |
| Ana Luna Navarro | Málaga      | 11 años | Duelista                  |
| Esther Núñez     | León        | 11 años | 3.os finalistas           |
| Juan Dávila      | La Coruña   | 12 años | 3.os finalistas           |
| Aimar San Miguel | Vizcaya     | 8 años  | Expulsados en la 3.ª gala |
| Pau Bermúdez     | Barcelona   | 12 años | Expulsados en la 3.ª gala |
| Marina Poveda    | Valencia    | 10 años | Expulsados en la 3.ª gala |
| Cristina Morán   | León        | 12 años | Expulsados en la 3.ª gala |
| Alba Morán       | León        | 12 años | Expulsados en la 2.ª gala |
| María García     | León        | 12 años | Expulsados en la 2.ª gala |
| Daniel Vidal     | Tenerife    | 11 años | Expulsados en la 2.ª gala |
| Jacobo Azcárraga | Valencia    | 12 años | Expulsados en la 2.ª gala |
| Carlos Bautista  | Castellón   | 11 años | Expulsados en la 1.ª gala |
| Noa Aráez        | Málaga      | 9 años  | Expulsados en la 1.ª gala |
| Remei Reinés     | Mallorca    | 10 años | Expulsados en la 1.ª gala |
| Rodrigo          | Madrid      | 11 años | Expulsados en la 1.ª gala |

### Estadísticas semanales
| Puesto | Aspirante | Programa | Programa | Programa | Programa | Programa | Programa | Programa | Programa | Programa | Programa | Programa | Programa | Programa | Programa | Programa | Programa | Programa | Programa | Programa | Programa | Programa | Programa | Programa | Programa | Programa | Programa | Programa | Programa | Programa | Programa | Programa | Programa | Programa  |  |
| Puesto | Aspirante | 1        | 1        | 1        | 1        | 1        | 1        | 1        | 1        | 1        | 1        | 2        | 2        | 2        | 2        | 2        | 2        | 2        | 2        | 2        | 2        | 3        | 3        | 3        | 3        | 3        | 3        | 3        | 3        | 3        | 3        | 4        | 4        | 4         |  |
| Puesto | Aspirante | PI       | PI       | PP       | PP       | PEX      | PEX      | PEL      | PEL      | Total    | Total    | PI       | PI       | PEX      | PEX      | PP       | PP       | PEL      | PEL      | Total    | Total    | PI       | PI       | PP       | PP       | PEX      | PEX      | PEL      | PEL      | Total    | Total    | PEX      | PP       | DF        |  |
| ------ | --------- | -------- | -------- | -------- | -------- | -------- | -------- | -------- | -------- | -------- | -------- | -------- | -------- | -------- | -------- | -------- | -------- | -------- | -------- | -------- | -------- | -------- | -------- | -------- | -------- | -------- | -------- | -------- | -------- | -------- | -------- | -------- | -------- | --------- |  |
| 1      | Mario     | AD       | 2        | SMD      | 4        | EG       | 6        | MD       | 1        | =13      | SMD      | MD       | 1        | EG       | 6        | GD       | 3        | MD       | 1        | =11      | AD       | SMD      | 4        | GD       | 3        | EP       | 3        | AD       | 2        | =12      | SMD      | MD       | GD       | GANADOR   |  |
| 2      | Ana Luna  | MD       | 1        | MD       | 1        | EG       | 6        | MD       | 1        | =9       | MD       | SMD      | 4        | EP       | 3        | MD       | 0        | MD       | 1        | =8       | MD       | AD       | 2        | MD       | 0        | EG       | 6        | SMD      | 4        | =12      | SMD      | GD       | IN       | 2.º LUGAR |  |
| 3      | Esther    | MD       | 1        | MD       | 1        | EP       | 3        | SMD      | 4        | =9       | MD       | MD       | 1        | EG       | 6        | MD       | 0        | MD       | 1        | =8       | MD       | GD       | 6        | SMD      | 2        | EG       | 6−1      | MD       | 1        | =14      | GD       | MD       | EL       |           |  |
| 3      | Juan      | MD       | 1        | MD       | 1        | EG       | 6        | MD       | 1        | =9       | MD       | GD       | 6        | EG       | 6        | SMD      | 2        | SMD      | 4        | =18      | GD       | MD       | 1        | MD       | 0        | EP       | 3        | GD       | 6        | =10      | AD       | MD       | EL       |           |  |
| 5      | Aimar     | MD       | 1        | MD       | 1        | EG       | 6        | MD       | 1        | =9       | MD       | AD       | 2        | EG       | 6        | MD       | 0        | GD       | 6        | =14      | SMD      | MD       | 1        | AD       | 1        | EG       | 6        | MD       | 1        | =9       | EL       |          |          |           |  |
| 6      | Pau       | SMD      | 4        | MD       | 1        | EP       | 3        | AD       | 2        | =10      | AD       | MD       | 1        | EG       | 6        | MD       | 0        | MD       | 1        | =8       | MD       | MD       | 1        | MD       | 0        | EG       | 6        | MD       | 1        | =8       | EL       |          |          |           |  |
| 7      | Marina    | MD       | 1        | MD       | 1        | EG       | 6        | DG       | 6        | =14      | GD       | MD       | 1        | EG       | 6        | MD       | 0        | MD       | 1        | =8       | MD       | MD       | 1        | MD       | 0        | EP       | 3        | MD       | 1        | =5       | EL       |          |          |           |  |
| 8      | Cristina  | MD       | 1        | GD       | 6        | EP       | 3        | SMD      | 4        | =13      | SMD      | MD       | 1        | EP       | 3        | AD       | 1        | AD       | 2        | =7       | MD       | MD       | 1        | MD       | 0        | EP       | 3        | MD       | 1        | =5       | EL       |          |          |           |  |
| 9      | Jacobo    | MD       | 1        | AD       | 2        | EP       | 3        | DG       | 6        | =12      | AD       | MD       | 1        | EP       | 3        | MD       | 0        | MD       | 1        | =5       | EL       |          |          |          |          |          |          |          |          |          |          |          |          |           |  |
| 10     | María     | GD       | 6        | MD       | 1        | EG       | 6        | MD       | 1        | =13      | SMD      | MD       | 1        | EP       | 3        | MD       | 0        | MD       | 1        | =5       | EL       |          |          |          |          |          |          |          |          |          |          |          |          |           |  |
| 11     | Alba      | MD       | 1        | SMD      | 4        | EG       | 6        | MD       | 1        | =12      | AD       | MD       | 1        | EP       | 3        | MD       | 0        | MD       | 1        | =5       | EL       |          |          |          |          |          |          |          |          |          |          |          |          |           |  |
| 12     | Dani      | MD       | 1        | MD       | 1        | EG       | 6        | AD       | 2        | =10      | AD       | MD       | 1        | EP       | 3        | MD       | 0        | MD       | 1        | =5       | EL       |          |          |          |          |          |          |          |          |          |          |          |          |           |  |
| 13     | Carlos    | MD       | 1        | MD       | 1        | EP       | 3        | MD       | 1        | =6       | EL       |          |          |          |          |          |          |          |          |          |          |          |          |          |          |          |          |          |          |          |          |          |          |           |  |
| 14     | Noa       | MD       | 1        | MD       | 1        | EP       | 3        | MD       | 1        | =6       | EL       |          |          |          |          |          |          |          |          |          |          |          |          |          |          |          |          |          |          |          |          |          |          |           |  |
| 15     | Remei     | MD       | 1        | MD       | 1        | EP       | 3        | MD       | 1        | =6       | EL       |          |          |          |          |          |          |          |          |          |          |          |          |          |          |          |          |          |          |          |          |          |          |           |  |
| 16     | Rodrigo   | MD       | 1        | MD       | 1        | EP       | 3        | MD       | 1        | =6       | EL       |          |          |          |          |          |          |          |          |          |          |          |          |          |          |          |          |          |          |          |          |          |          |           |  |

(PI) Prueba inicial, (PP) Prueba de presión, (PEX) Prueba de exteriores, (PEL) Prueba de eliminación, (DF) Duelo final
Leyenda
| (GANADOR) Ganador.              | (EG/EP) El Equipo Azul fue el ganador o el perdedor.       |
| (2.º LUGAR) Segundo lugar.      | (EG/EP) El Equipo Rojo fue el ganador o el perdedor.       |
| (IN) Inmunidad.                 | (EG/EP) El Equipo Blanco fue el ganador o el perdedor.     |
| (IN) Inmunidad extra.           | (EG/EP) El Equipo Verde fue el ganador o el perdedor.      |
| (NP) No participó en la prueba. | (DC) Ejerció doble capitanía.                              |
| (GD) Ganó la prueba.            | (DD/PIN) Ganó el delantal dorado o el pin de la inmunidad. |
| (SMD) Segundo mejor trabajo.    | (DG/EG) Formó parte de la pareja, o del equipo ganador.    |
| (AD) Alto desempeño.            | (DP/EG) Formó parte de la pareja, o del equipo perdedor.   |
| (MD) Trabajo intermedio.        | (ENT) Entró al concurso.                                   |
| (BD) Mal trabajo.               | (REG) Regresó al concurso.                                 |
| (SPD) Segundo peor trabajo.     | (AB) Abandonó el concurso.                                 |
| (EL) Eliminado.                 | (DSC) Descalificado.                                       |

### Episodios y audiencias
| Fecha      | Características del programa                                         | Audiencia         |
| ---------- | -------------------------------------------------------------------- | ----------------- |
| 23/12/2013 | Gala 1 / Expulsión de Rodrigo, Remei, Noa y Carlos                   | 3 013 000 (15,9%) |
| 25/01/2013 | Gala 2 / Expulsión de Jacobo, Daniel, María y Alba                   | 2 833 000 (14,8%) |
| 30/12/2013 | Gala 3 / Expulsión de Cristina, Marina, Pau y Aimar                  | 3 731 000 (19,2%) |
| 06/01/2014 | Gala 4 / Ganador: Mario Palacios 2.ª: Ana Luna / 3.os: Esther y Juan | 4 387 000 (21,7%) |

     Líder en su franja horaria.

## Segunda edición (2014-2015)
Tras la fase de cástines realizada en verano de 2014 a la que acudieron más de 5.000 niños, de entre 8 y 12 años de edad, el doble de solicitudes que en la primera edición, dio comenzó el rodaje en los Estudios Buñuel de Madrid.
El programa, de seis episodios, dio comienzo el 30 de diciembre de 2014 y finalizó el 3 de febrero de 2015.

### Aspirantes
| Nombre                 | Procedencia | Edad    | Información                           |
| ---------------------- | ----------- | ------- | ------------------------------------- |
| Manuel Esteve          | Valencia    | 11 años | Ganador                               |
| Martina Segura         | Mallorca    | 11 años | Duelista                              |
| Aina Roglán            | Barcelona   | 11 años | 3.ª finalista                         |
| Teresa Barrieras       | Madrid      | 9 años  | 4.ª finalistaExpulsada en la 2.ª gala |
| Guillermo Carrillo     | Málaga      | 9 años  | Expulsados en la semifinal            |
| Mauro Martín           | Madrid      | 12 años | Expulsados en la semifinal            |
| Víctor Villaescusa     | Alicante    | 12 años | Expulsados en la 4.ª gala             |
| Ana Oca                | La Coruña   | 10 años | Expulsados en la 4.ª gala             |
| Lluc Calls             | Barcelona   | 9 años  | Expulsado en la 3.ª y en la 4.ª gala  |
| Marta Álvarez          | Madrid      | 12 años | Expulsados en la 3.ª gala             |
| Marcos Mendicuti       | Vizcaya     | 10 años | Expulsados en la 3.ª gala             |
| Claudia Iglesias       | Madrid      | 12 años | Expulsadas en la 2.ª gala             |
| Rocío Lozano           | Cádiz       | 12 años | Expulsadas en la 2.ª gala             |
| Daniel                 | Madrid      | 10 años | Expulsados en la 1.ª gala             |
| Lucía                  | Madrid      | 8 años  | Expulsados en la 1.ª gala             |
| Marco Lucarini         | Gerona      | 11 años | Expulsados en la 1.ª gala             |
| Casilda Gómez de Olea  | Valencia    | 11 años | Eliminados en el casting final        |
| Catalina Gómez de Olea | Valencia    | 11 años | Eliminados en el casting final        |
| Diego Gutiérrez        | Asturias    | -       | Eliminados en el casting final        |
| Eugenia                | Ceuta       | -       | Eliminados en el casting final        |
| Marvin                 | Córdoba     | -       | Eliminados en el casting final        |
| Oriente                | Madrid      | -       | Eliminados en el casting final        |
| Rodrigo                | Cáceres     | -       | Eliminados en el casting final        |

### Estadísticas semanales
| Puesto | Aspirante | Episodio | Episodio | Episodio | Episodio | Episodio | Episodio | Episodio | Episodio | Episodio | Episodio | Episodio | Episodio | Episodio | Episodio | Episodio | Episodio | Episodio | Episodio | Episodio | Episodio | Episodio | Episodio | Episodio | Episodio | Episodio | Episodio | Episodio | Episodio | Episodio | Episodio | Episodio | Episodio | Episodio | Episodio | Episodio | Episodio | Episodio | Episodio | Episodio | Episodio | Episodio | Episodio | Episodio | Episodio  |
| Puesto | Aspirante | 1        | 1        | 1        | 1        | 1        | 1        | 1        | 1        | 1        | 2        | 2        | 2        | 2        | 2        | 2        | 2        | 2        | 3        | 3        | 3        | 3        | 3        | 3        | 3        | 3        | 4        | 4        | 4        | 4        | 4        | 4        | 4        | 4        | 5        | 5        | 5        | 5        | 5        | 5        | 5        | 5        | 6        | 6        | 6         |
| Puesto | Aspirante | PD       | PI       | PI       | PEX      | PEX      | PEL      | PEL      | Total    | Total    | PI       | PI       | PEX      | PEX      | PEL      | PEL      | Total    | Total    | PI       | PI       | PEX      | PEX      | PEL      | PEL      | Total    | Total    | PEX      | PEX      | PP       | PP       | PEL      | PEL      | Total    | Total    | PI       | PI       | PEX      | PEX      | PEL      | PEL      | Total    | Total    | PI       | PEX      | DF        |
| ------ | --------- | -------- | -------- | -------- | -------- | -------- | -------- | -------- | -------- | -------- | -------- | -------- | -------- | -------- | -------- | -------- | -------- | -------- | -------- | -------- | -------- | -------- | -------- | -------- | -------- | -------- | -------- | -------- | -------- | -------- | -------- | -------- | -------- | -------- | -------- | -------- | -------- | -------- | -------- | -------- | -------- | -------- | -------- | -------- | --------- |
| 1      | Manuel    | ENT      | SMD      | 5        | EP       | 3        | MD       | 1        | =9       | AD       | MD       | 1        | EG       | 6+1      | IN       | IN       | IN       | IN       | MD       | 1        | EP       | 3        | GD       | 6        | =10      | GD       | EP       | 3+1      | GD       | 6        | IN       | IN       | IN       | IN       | MD       | 1        | MD       | 3        | GD       | 6        | =10      | SMD      | GD       | IN       | GANADOR   |
| 2      | Martina   | ENT      | MD       | 1        | EG       | 6        | MD       | 1        | =8       | MD       | AD       | 4        | EG       | 6        | IN       | IN       | IN       | IN       | MD       | 1        | EP       | 3        | AD       | 3        | =7       | MD       | EG       | 6        | SMD      | 5        | IN       | IN       | IN       | IN       | MD       | 1        | AD       | 4        | AD       | 4        | =9       | AD       | MD       | GD       | 2.º LUGAR |
| 3      | Aina      | ENT      | MD       | 1        | EP       | 3        | GD       | 6        | =10      | AD       | MD       | 1        | EP       | 3+1      | AD       | 2        | =7       | MD       | MD       | 1        | EP       | 3        | AD       | 2        | =6       | MD       | EG       | 6        | AD       | 4        | IN       | IN       | IN       | IN       | GD       | 3        | GD       | 6        | IN       | IN       | IN       | IN       | MD       | EL       |           |
| 4      | Teresa    | ENT      | AD       | 4        | EG       | 6        | AD       | 4        | =14      | GD       | MD       | 1        | EP       | 3        | MD       | 1        | =5       | EL       |          |          |          |          |          |          |          |          | REG      | 6        | AD       | 2        | SMD      | 5        | =13      | GD       | MD       | 1        | SMD      | 5        | SMD      | 5        | =11      | GD       | MD       | EL       |           |
| 5      | Guillermo | ENT      | GD       | 6        | EG       | 6−1      | MD       | 1        | =12      | SMD      | MD       | 1        | EG       | 6−1      | AD       | 3        | =9       | AD       | DG       | 3        | EP       | 3        | IN       | IN       | IN       | IN       | EG       | 6−1      | MD       | 1        | AD       | 3        | =9       | MD       | MD       | 1        | MD       | 2        | AD       | 3        | =6       | EL       |          |          |           |
| 6      | Mauro     | ENT      | MD       | 1        | EG       | 6        | MD       | 1        | =8       | MD       | MD       | 1        | EG       | 6        | AD       | 4        | =11      | GD       | DG       | 3        | EP       | 3        | IN       | IN       | IN       | IN       | EP       | 3        | AD       | 3        | GD       | 6        | =12      | SMD      | MD       | 1        | BD       | 1        | MD       | 2        | =4       | EL       |          |          |           |
| 7      | Víctor    | ENT      | AD       | 2        | EG       | 6        | AD       | 3        | =11      | AD       | AD       | 3        | EP       | 3−1      | GD       | 6        | =11      | GD       | MD       | 1        | EP       | 3        | SMD      | 5        | =9       | SMD      | EP       | 3        | MD       | 1        | AD       | 4        | =8       | EL       |          |          |          |          |          |          |          |          |          |          |           |
| 8      | Lluc      | ENT      | MD       | 1        | EG       | 6        | MD       | 1        | =8       | MD       | MD       | 1        | EG       | 6        | MD       | 1        | =8       | MD       | MD       | 1        | EP       | 3        | MD       | 1        | =5       | EL       | REG      | 6        | MD       | 1        | MD       | 1        | =8       | EL       |          |          |          |          |          |          |          |          |          |          |           |
| 9      | Ana       | ENT      | AD       | 3        | EP       | 3        | AD       | 2        | =8       | MD       | MD       | 1        | EP       | 3        | SMD      | 5        | =9       | AD       | MD       | 1        | EP       | 3        | AD       | 4        | =8       | AD       | EP       | 3        | MD       | 1        | AD       | 2        | =6       | EL       |          |          |          |          |          |          |          |          |          |          |           |
| 10     | Marta     | ENT      | MD       | 1        | EP       | 3        | SMD      | 5        | =9       | AD       | GD       | 6        | EP       | 3        | IN       | IN       | IN       | IN       | MD       | 1        | EP       | 3        | MD       | 1        | =5       | EL       | MD       |          |          |          |          |          |          |          |          |          |          |          |          |          |          |          |          |          |           |
| 11     | Marco .M. | ENT      | MD       | 1        | EG       | 6        | MD       | 1        | =8       | MD       | SMD      | 5        | EG       | 6        | IN       | IN       | IN       | IN       | MD       | 1        | EP       | 3        | MD       | 1        | =5       | EL       | MD       |          |          |          |          |          |          |          |          |          |          |          |          |          |          |          |          |          |           |
| 12     | Claudia   | ENT      | MD       | 1        | EP       | 3+1      | MD       | 1        | =6       | MD       | AD       | 2        | EP       | 3        | MD       | 1        | =6       | EL       |          |          |          |          |          |          |          |          | MD       |          |          |          |          |          |          |          |          |          |          |          |          |          |          |          |          |          |           |
| 13     | Rocío     | ENT      | MD       | 1        | EG       | 6        | MD       | 1        | =8       | MD       | MD       | 1        | EP       | 3        | MD       | 1        | =5       | EL       |          |          |          |          |          |          |          |          | MD       |          |          |          |          |          |          |          |          |          |          |          |          |          |          |          |          |          |           |
| 14     | Daniel    | ENT      | MD       | 1        | EP       | 3        | MD       | 1        | =5       | EL       |          |          |          |          |          |          |          |          |          |          |          |          |          |          |          |          | AD       |          |          |          |          |          |          |          |          |          |          |          |          |          |          |          |          |          |           |
| 15     | Lucía     | ENT      | MD       | 1        | EP       | 3        | MD       | 1        | =5       | EL       |          |          |          |          |          |          |          |          |          |          |          |          |          |          |          |          | MD       |          |          |          |          |          |          |          |          |          |          |          |          |          |          |          |          |          |           |
| 16     | Marco. L. | ENT      | MD       | 1        | EP       | 3        | MD       | 1        | =5       | EL       |          |          |          |          |          |          |          |          |          |          |          |          |          |          |          |          | MD       |          |          |          |          |          |          |          |          |          |          |          |          |          |          |          |          |          |           |

(PD) Prueba del delantal, (PI) Prueba inicial, (PEX) Prueba de exteriores, (PEL) Prueba de eliminación, (PP) Prueba de presión, (DF) Duelo final
Leyenda
| (GANADOR) Ganador.              | (EG/EP) El Equipo Azul fue el ganador o el perdedor.       |
| (2.º LUGAR) Segundo lugar.      | (EG/EP) El Equipo Rojo fue el ganador o el perdedor.       |
| (IN) Inmunidad.                 | (EG/EP) El Equipo Blanco fue el ganador o el perdedor.     |
| (IN) Inmunidad extra.           | (EG/EP) El Equipo Verde fue el ganador o el perdedor.      |
| (NP) No participó en la prueba. | (DC) Ejerció doble capitanía.                              |
| (GD) Ganó la prueba.            | (DD/PIN) Ganó el delantal dorado o el pin de la inmunidad. |
| (SMD) Segundo mejor trabajo.    | (DG/EG) Formó parte de la pareja, o del equipo ganador.    |
| (AD) Alto desempeño.            | (DP/EG) Formó parte de la pareja, o del equipo perdedor.   |
| (MD) Trabajo intermedio.        | (ENT) Entró al concurso.                                   |
| (BD) Mal trabajo.               | (REG) Regresó al concurso.                                 |
| (SPD) Segundo peor trabajo.     | (AB) Abandonó el concurso.                                 |
| (EL) Eliminado.                 | (DSC) Descalificado.                                       |

### Episodios y audiencias
| Fecha      | Características del programa                                           | Audiencia         |
| ---------- | ---------------------------------------------------------------------- | ----------------- |
| 30/12/2014 | Gala 1 / Expulsión de Daniel, Lucía y Marco                            | 2 657 000 (15,5%) |
| 06/01/2015 | Gala 2 / Expulsión de Claudia, Rocío y Teresa                          | 3 197 000 (17,0%) |
| 13/01/2015 | Gala 3 / Expulsión de Lluc, Marta y Mendicuti                          | 2 439 000 (13,6%) |
| 20/01/2015 | Gala 4 / Repesca de Teresa y Lluc / Expulsión de Ana, Lluc y Víctor    | 2 720 000 (15,6%) |
| 27/01/2015 | Gala 5 / Expulsión de Guillermo y Mauro                                | 2 673 000 (15,0%) |
| 03/02/2015 | Gala 6 / Ganador: Manuel Esteve 2.ª: Martina / 3.ª: Aina / 4.ª: Teresa | 3 418 000 (19,7%) |

     Líder en su franja horaria.

## Tercera edición (2015-2016)
Los cástines fueron realizados en agosto de 2015, en los cuales se presentaron más de 6.000 niños de toda España, de edades entre 8 y 12 años. Las grabaciones del programa empezaron en septiembre de ese mismo año.

### Aspirantes
| Nombre                   | Procedencia           | Edad    | Información                                      |
| ------------------------ | --------------------- | ------- | ------------------------------------------------ |
| María Fernández-Victorio | Madrid                | 11 años | Ganadora                                         |
| Lukas Vives              | Barcelona             | 10 años | Duelista                                         |
| Covadonga García Suárez  | Asturias              | 11 años | 3.ª finalistaExpulsada en la 3.ª gala            |
| Martina Pueyo            | Burgos                | 11 años | 4.ª finalista                                    |
| Álvaro Orte              | Sevilla               | 12 años | Expulsados en la semifinal                       |
| Laura Ibáñez             | La Rioja              | 8 años  | Expulsados en la semifinal                       |
| Ramón Ciutad             | Madrid                | 12 años | Expulsado en la 4.ª galaExpulsado en la 1.ª gala |
| Martina "Martu" Picerno  | Guipúzcoa             | 11 años | Expulsadas en la 4.ª gala                        |
| Chloe Meehan             | Madrid                | 10 años | Expulsadas en la 4.ª gala                        |
| Bruno Langarica          | La Rioja              | 12 años | Expulsados en la 3.ª gala                        |
| Mauro Rodríguez          | Madrid                | 11 años | Expulsados en la 3.ª gala                        |
| Xavier Martí             | Tarragona             | 11 años | Expulsados en la 2.ª gala                        |
| María Querol             | Castellón de la Plana | 11 años | Expulsados en la 2.ª gala                        |
| Hugo Ibáñez              | La Rioja              | 10 años | Expulsados en la 2.ª gala                        |
| Cristina                 | Madrid                | 11 años | Expulsados en la 1.ª gala                        |
| Pablo                    | Madrid                | 12 años | Expulsados en la 1.ª gala                        |

### Estadísticas semanales
| Puesto | Aspirante | Episodio | Episodio | Episodio | Episodio | Episodio | Episodio | Episodio | Episodio | Episodio | Episodio | Episodio | Episodio | Episodio | Episodio | Episodio | Episodio | Episodio | Episodio | Episodio | Episodio | Episodio | Episodio | Episodio | Episodio | Episodio | Episodio | Episodio | Episodio | Episodio | Episodio | Episodio | Episodio | Episodio | Episodio | Episodio | Episodio | Episodio | Episodio | Episodio | Episodio | Episodio | Episodio  |
| Puesto | Aspirante | 1        | 1        | 1        | 1        | 1        | 1        | 1        | 1        | 2        | 2        | 2        | 2        | 2        | 2        | 2        | 2        | 3        | 3        | 3        | 3        | 3        | 3        | 3        | 3        | 4        | 4        | 4        | 4        | 4        | 4        | 4        | 4        | 5        | 5        | 5        | 5        | 5        | 5        | 5        | 6        | 6        | 6         |
| Puesto | Aspirante | PI       | PI       | PEX      | PEX      | PEL      | PEL      | Total    | Total    | PI       | PI       | PEX      | PEX      | PEL      | PEL      | Total    | Total    | PI       | PI       | PEX      | PEX      | PEL      | PEL      | Total    | Total    | PI       | PI       | PEX      | PEX      | PEL      | PEL      | Total    | Total    | PI       | PI       | PEX      | PEX      | PEX      | Total    | PEL      | PI       | PEX      | DF        |
| ------ | --------- | -------- | -------- | -------- | -------- | -------- | -------- | -------- | -------- | -------- | -------- | -------- | -------- | -------- | -------- | -------- | -------- | -------- | -------- | -------- | -------- | -------- | -------- | -------- | -------- | -------- | -------- | -------- | -------- | -------- | -------- | -------- | -------- | -------- | -------- | -------- | -------- | -------- | -------- | -------- | -------- | -------- | --------- |
| 1      | María F.  | SMD      | 5        | EP       | 3        | MD       | 3        | =11      | AD       | EG       | 6        | EP       | 3        | MD       | 7        | =16      | MD       | MD       | 1        | EG       | 6+1      | MD       | 1        | =9       | MD       | MD       | 1        | GD       | 6        | IN       | IN       | IN       | IN       | EP       | 1        |          | AD       | 4        | =5       | SMD      | MD       | GD       | GANADORA  |
| 2      | Lukas     | MD       | 1        | EG       | 6        | MD       | 2        | =9       | MD       | EG       | 6        | EP       | 3        | AD       | 10       | =19      | AD       | SMD      | 5        | EG       | 6−1      | GD       | 6        | =16      | GD       | AD       | 2        | SMD      | 5        | GD       | 6        | =13      | GD       | EP       | 1        |          | GD       | 6        | =7       | GD       | GD       | IN       | 2.º LUGAR |
| 3      | Covadonga | AD       | 4        | EG       | 6+1      | IN       | IN       | IN       | IN       | EG       | 6        | EP       | 3        | MD       | 5        | =14      | MD       | AD       | 3        | EP       | 3        | MD       | 1        | =7       | EL       |          |          | REG      | 6        | AD       | 3        | =9       | MD       | EG       | 6        |          | MD       | 2        | =8       | IN       | MD       | EL       |           |
| 3      | Martina   | GD       | 6        | EG       | 6−1      | IN       | IN       | IN       | IN       | EP       | 3        | EG       | 6        | IN       | IN       | IN       | IN       | MD       | 1        | EG       | 6        | SMD      | 5        | =12      | SMD      | AD       | 3        | AD       | 4        | MD       | 1        | =8       | MD       | EG       | 3        |          | SMD      | 5        | =8       | IN       | MD       | EL       |           |
| 5      | Álvaro    | MD       | 1        | EG       | 6        | AD       | 4        | =11      | AD       | EP       | 3        | EG       | 6        | MD       | 6        | =15      | MD       | GD       | 6        | EP       | 3−1      | MD       | 1        | =9       | MD       | SMD      | 5        | MD       | 2        | AD       | 4        | =11      | AD       | EG       | 6        |          | BD       | 1        | =7       | EL       |          |          |           |
| 6      | Laura     | AD       | 3        | EG       | 6        | MD       | 3        | =12      | SMD      | EP       | 3        | EG       | 6        | SMD      | 11       | =20      | SMD      | AD       | 4        | EP       | 3        | AD       | 2        | =9       | MD       | GD       | 6        | BD       | 1        | SMD      | 5        | =12      | SMD      | EG       | 3        |          | MD       | 3        | =6       | EL'      |          |          |           |
| 7      | Martu     | MD       | 1        | EG       | 6        | AD       | 4        | =11      | AD       | EG       | 6        | EP       | 3        | AD       | 8        | =17      | AD       | MD       | 1        | EP       | 3+1      | AD       | 4        | =9       | MD       | AD       | 4        | BD       | 1        | AD       | 2        | =7       | EL       |          |          |          |          |          |          |          |          |          |           |
| 8      | Ramón     | MD       | 1        | EP       | 3        | DP       | 1        | =5       | EL       |          |          |          |          |          |          |          |          |          |          |          |          |          |          |          |          |          |          | REG      | 6        | MD       | 1        | =7       | EL       |          |          |          |          |          |          |          |          |          |           |
| 9      | Chloe     | MD       | 1        | EG       | 6        | DP       | 1        | =8       | MD       | EG       | 6        | EP       | 3        | GD       | 12       | =21      | GD       | AD       | 2        | EG       | 6        | MD       | 1        | =9       | MD       | MD       | 1        | MD       | 3        | MD       | 1        | =5       | EL       |          |          |          |          |          |          |          |          |          |           |
| 10     | Bruno     | MD       | 1        | EP       | 3        | SMD      | 5        | =9       | MD       | EG       | 6        | EP       | 3        | AD       | 9        | =18      | AD       | MD       | 1        | EG       | 6        | MD       | 1        | =8       | EL       |          |          | MD       |          |          |          |          |          |          |          |          |          |          |          |          |          |          |           |
| 11     | Mauro     | AD       | 2        | EP       | 3        | DG       | 6        | =11      | AD       | EP       | 3        | EG       | 6        | MD       | 4        | =13      | MD       | MD       | 1        | NP       | 3        | AD       | 3        | =7       | EL       |          |          | MD       |          |          |          |          |          |          |          |          |          |          |          |          |          |          |           |
| 12     | Xavier    | MD       | 1        | EP       | 3        | SMD      | 5        | =9       | MD       | EP       | 3        | EG       | 6        | BD       | 3        | =12      | EL       |          |          |          |          |          |          |          |          |          |          | MD       |          |          |          |          |          |          |          |          |          |          |          |          |          |          |           |
| 13     | María Q.  | MD       | 1        | EG       | 6        | DG       | 6        | =13      | GD       | EG       | 6        | EP       | 3        | BD       | 2        | =11      | EL       |          |          |          |          |          |          |          |          |          |          | MD       |          |          |          |          |          |          |          |          |          |          |          |          |          |          |           |
| 14     | Hugo      | MD       | 1        | EP       | 3        | MD       | 2        | =6       | MD       | EP       | 3        | EG       | 6        | BD       | 1        | =10      | EL       |          |          |          |          |          |          |          |          |          |          | MD       |          |          |          |          |          |          |          |          |          |          |          |          |          |          |           |
| 15     | Cristina  | MD       | 1        | EP       | 3        | BD       | 1        | =5       | EL       |          |          |          |          |          |          |          |          |          |          |          |          |          |          |          |          |          |          | MD       |          |          |          |          |          |          |          |          |          |          |          |          |          |          |           |
| 16     | Pablo     | MD       | 1        | EP       | 3        | BD       | 1        | =5       | EL       |          |          |          |          |          |          |          |          |          |          |          |          |          |          |          |          |          |          | MD       |          |          |          |          |          |          |          |          |          |          |          |          |          |          |           |

(PI) Prueba inicial, (PEX) Prueba de exteriores, (PEL) Prueba de eliminación, (DF) Duelo final
Leyenda
| (GANADOR) Ganador.              | (EG/EP) El Equipo Azul fue el ganador o el perdedor.       |
| (2.º LUGAR) Segundo lugar.      | (EG/EP) El Equipo Rojo fue el ganador o el perdedor.       |
| (IN) Inmunidad.                 | (EG/EP) El Equipo Blanco fue el ganador o el perdedor.     |
| (IN) Inmunidad extra.           | (EG/EP) El Equipo Verde fue el ganador o el perdedor.      |
| (NP) No participó en la prueba. | (DC) Ejerció doble capitanía.                              |
| (GD) Ganó la prueba.            | (DD/PIN) Ganó el delantal dorado o el pin de la inmunidad. |
| (SMD) Segundo mejor trabajo.    | (DG/EG) Formó parte de la pareja, o del equipo ganador.    |
| (AD) Alto desempeño.            | (DP/EG) Formó parte de la pareja, o del equipo perdedor.   |
| (MD) Trabajo intermedio.        | (ENT) Entró al concurso.                                   |
| (BD) Mal trabajo.               | (REG) Regresó al concurso.                                 |
| (SPD) Segundo peor trabajo.     | (AB) Abandonó el concurso.                                 |
| (EL) Eliminado.                 | (DSC) Descalificado.                                       |

Nota
1. ↑  Prueba realizada por equipos, pero juzgada individualmente.

### Episodios y audiencias
| Fecha      | Características del programa                                                           | Audiencia         |
| ---------- | -------------------------------------------------------------------------------------- | ----------------- |
| 01/12/2015 | Gala 1 / Expulsión de Pablo, Cristina y Ramón                                          | 1 928 000 (12,9%) |
| 08/12/2015 | Gala 2 / Expulsión de María Querol, Hugo y Xavier                                      | 1 953 000 (11,7%) |
| 15/12/2015 | Gala 3 / Expulsión de Bruno, Mauro y Covadonga                                         | 1 957 000 (12,2%) |
| 22/12/2015 | Gala 4 / Repesca de Covadonga y Ramón / Expulsión de Chloe, Ramón y Martu              | 2 138 000 (13,0%) |
| 29/12/2015 | Gala 5 / Expulsión de Álvaro y Laura                                                   | 2 828 000 (16,6%) |
| 05/01/2016 | Gala 6 / Ganadora: María Fernández-Victorio 2.º: Lukas / 3.ª: Covadonga / 4.ª: Martina | 3 346 000 (22,6%) |

     Líder en su franja horaria.

## Cuarta edición (2016-2017)
En agosto del 2016 empezaron los cástines en Madrid, en los cuales se presentaron unos 20.000 niños de toda España. Las grabaciones empezaron en septiembre de ese mismo año, mientras que el programa se estrenó el martes 20 de diciembre de 2016 a las 22:05 en La 1.

### Aspirantes
| Nombre                    | Procedencia | Edad    | Información                                       |
| ------------------------- | ----------- | ------- | ------------------------------------------------- |
| Paula Alós                | Barcelona   | 10 años | Ganadora                                          |
| Paloma Martínez           | La Coruña   | 12 años | Duelista                                          |
| Álex Cañada               | Barcelona   | 12 años | 3.er finalista                                    |
| Natalia Jiménez           | Madrid      | 12 años | 3.ª finalistaExpulsada en la 3.ª gala             |
| José Enrique              | Valencia    | 12 años | Expulsado en la semifinal                         |
| Óscar Jefferson           | Cádiz       | 8 años  | Expulsado en la semifinalExpulsado en la 3.ª gala |
| Miguel Pérez              | La Rioja    | 9 años  | Expulsados en la 4.ª gala                         |
| Estela Antuña             | Asturias    | 10 años | Expulsados en la 4.ª gala                         |
| Kaitín Venero             | Vizcaya     | 11 años | Expulsados en la 4.ª gala                         |
| Arnau Bel                 | Tarragona   | 12 años | Expulsado en la 3.ª gala                          |
| Abel                      | Lérida      | 8 años  | Expulsados en la 2.ª gala                         |
| Toni                      | Barcelona   | 12 años | Expulsados en la 2.ª gala                         |
| Virginia Sánchez-Ferragut | Valencia    | 12 años | Expulsados en la 2.ª gala                         |
| Alejandra                 | Zaragoza    | 8 años  | Expulsados en la 1.ª gala                         |
| Javier                    | Almería     | 9 años  | Expulsados en la 1.ª gala                         |
| Loreto Sánchez-Ferragut   | Valencia    | 12 años | Expulsados en la 1.ª gala                         |
| Ángela                    | Málaga      | -       | Eliminados en el casting final                    |
| Camila                    | Madrid      | -       | Eliminados en el casting final                    |
| Iria                      | Madrid      | 9 años  | Eliminados en el casting final                    |
| Iván                      | Tenerife    | -       | Eliminados en el casting final                    |
| Juanjo Bona               | Zaragoza    | 12 años | Eliminados en el casting final                    |
| María                     | Madrid      | -       | Eliminados en el casting final                    |
| María Reyes               | Cantabria   | -       | Eliminados en el casting final                    |
| Paulita                   | Sevilla     | 8 años  | Eliminados en el casting final                    |

### Estadísticas semanales
| Puesto | Aspirante    | Episodio | Episodio | Episodio | Episodio | Episodio | Episodio | Episodio | Episodio | Episodio | Episodio | Episodio | Episodio | Episodio | Episodio | Episodio | Episodio | Episodio | Episodio | Episodio | Episodio | Episodio | Episodio | Episodio | Episodio | Episodio | Episodio | Episodio | Episodio | Episodio | Episodio | Episodio | Episodio | Episodio | Episodio | Episodio | Episodio | Episodio | Episodio | Episodio | Episodio | Episodio | Episodio | Episodio | Episodio  |
| Puesto | Aspirante    | 1        | 1        | 1        | 1        | 1        | 1        | 1        | 2        | 2        | 2        | 2        | 2        | 2        | 2        | 2        | 3        | 3        | 3        | 3        | 3        | 3        | 3        | 3        | 4        | 4        | 4        | 4        | 4        | 4        | 4        | 4        | 5        | 5        | 5        | 5        | 5        | 5        | 5        | 5        | 5        | 5        | 6        | 6        | 6         |
| Puesto | Aspirante    | PD       | PEX      | PEX      | PEL      | PEL      | Total    | Total    | PI       | PI       | PEX      | PEX      | PEL      | PEL      | Total    | Total    | PI       | PI       | PEX      | PEX      | PEL      | PEL      | Total    | Total    | PI       | PI       | PEX      | PEX      | PEL      | PEL      | Total    | Total    | PI       | PI       | PEX      | PEX      | PEX      | PEX      | PEL      | PEL      | Total    | Total    | PI       | PEX      | DF        |
| ------ | ------------ | -------- | -------- | -------- | -------- | -------- | -------- | -------- | -------- | -------- | -------- | -------- | -------- | -------- | -------- | -------- | -------- | -------- | -------- | -------- | -------- | -------- | -------- | -------- | -------- | -------- | -------- | -------- | -------- | -------- | -------- | -------- | -------- | -------- | -------- | -------- | -------- | -------- | -------- | -------- | -------- | -------- | -------- | -------- | --------- |
| 1      | Paula        | ENT      | EG       | 6        | IN       | IN       | IN       | IN       | EP       | 1        | GD       | 6        | IN       | IN       | IN       | IN       | SMD      | 5        | EP       | 1        | SMD      | 5        | =11      | GD       | EG       | 6        | EG       | 6        | IN       | IN       | IN       | IN       | SMD      | 5        |          |          | SMD      | 5        | IN       | IN       | IN       | IN       | MD       | GD       | GANADORA  |
| 2      | Paloma       | ENT      | EG       | 6        | IN       | IN       | IN       | IN       | EG       | 3        | SMD      | 5        | IN       | IN       | IN       | IN       | MD       | 3        | EP       | 1        | GD       | 6        | =10      | AD       | EG       | 6        | EP       | 3        | IN       | IN       | IN       | IN       | GD       | 6        |          |          | MD       | 2        | AD       | 4        | =12      | SMD      | GD       | IN       | 2.º LUGAR |
| 3      | Álex         | ENT      | EG       | 6        | IN       | IN       | IN       | IN       | EG       | 6        | AD       | 2        | IN       | IN       | IN       | IN       | SMD      | 5        | EP       | 1        | AD       | 4        | =10      | AD       | EP       | 3        | EG       | 6        | IN       | IN       | IN       | IN       | AD       | 4        |          |          | AD       | 4        | GD       | 8        | =16      | GD       | BD       | EL       |           |
| 3      | Natalia      | ENT      | EG       | 6        | IN       | IN       | IN       | IN       | EG       | 6        | MD       | 1        | GD       | 10       | =17      | GD       | AD       | 4        | EP       | 1        | MD       | 1        | =6       | EL       |          |          | REG      | 6        | SMD      | 5        | =11      | SMD      | AD       | 3        |          |          | GD       | 6        | IN       | IN       | IN       | IN       | SMD      | EL       |           |
| 5      | José Enrique | ENT      | EP       | 3        | SMD      | 5        | =8       | SMD      | EG       | 3        | MD       | 1        | MD       | 5        | =9       | MD       | AD       | 4        | EP       | 1        | AD       | 2        | =7       | MD       | EP       | 3        | EG       | 6        | IN       | IN       | IN       | IN       | AD       | 2        |          |          | BD       | 1        | SMD      | 6        | =9       | EL       |          |          |           |
| 6      | Jefferson    | ENT      | EG       | 6        | IN       | IN       | IN       | IN       | EG       | 3        | MD       | 1        | AD       | 7        | =11      | MD       | DP       | 2        | EP       | 1        | MD       | 1        | =4       | EL       |          |          | REG      | 6        | GD       | 6        | =12      | GD       | MD       | 1        |          |          | MD       | 3        | MD       | 2        | =6       | EL       |          |          |           |
| 7      | Miguel       | ENT      | EP       | 3        | AD       | 3        | =6       | AD       | EG       | 3        | AD       | 4        | MD       | 4        | =11      | MD       | MD       | 3        | EP       | 1        | AD       | 3        | =7       | MD       | EP       | 3        | EG       | 6−1      | MD       | 2        | =10      | EL       |          |          |          |          |          |          |          |          |          |          |          |          |           |
| 8      | Estela       | ENT      | EP       | 3        | AD       | 4        | =7       | AD       | EP       | 1        | AD       | 3        | AD       | 8        | =12      | AD       | DG       | 6        | EP       | 1        | MD       | 1        | =8       | MD       | EP       | 1        | EP       | 3        | AD       | 4        | =8       | EL       |          |          |          |          |          |          |          |          |          |          |          |          |           |
| 9      | Kaitín       | ENT      | EP       | 3        | GD       | 6        | =9       | GD       | EG       | 6        | MD       | 1        | BD       | 3        | =10      | MD       | DG       | 6        | EP       | 1        | MD       | 1        | =8       | MD       | EG       | 1        | EP       | 3        | AD       | 3        | =7       | EL       |          |          |          |          |          |          |          |          |          |          |          |          |           |
| 10     | Arnau        | ENT      | EG       | 6        | IN       | IN       | IN       | IN       | EG       | 6        | MD       | 1        | SMD      | 9        | =16      | SMD      | DP       | 2        | EP       | 1        | MD       | 1        | =4       | EL       |          |          | MD       |          |          |          |          |          |          |          |          |          |          |          |          |          |          |          |          |          |           |
| 11     | Toni         | ENT      | EG       | 6        | IN       | IN       | IN       | IN       | EP       | 1        | MD       | 1        | AD       | 6        | =8       | EL       |          |          |          |          |          |          |          |          |          |          | MD       |          |          |          |          |          |          |          |          |          |          |          |          |          |          |          |          |          |           |
| 12     | Abel         | ENT      | EG       | 6        | IN       | IN       | IN       | IN       | EG       | 6        | MD       | 1        | BD       | 1        | =8       | EL       |          |          |          |          |          |          |          |          |          |          | MD       |          |          |          |          |          |          |          |          |          |          |          |          |          |          |          |          |          |           |
| 13     | Virginia     | ENT      | EP       | 3        | AD       | 2        | =5       | AD       | EP       | 1        | MD       | 1        | BD       | 2        | =4       | EL       |          |          |          |          |          |          |          |          |          |          | MD       |          |          |          |          |          |          |          |          |          |          |          |          |          |          |          |          |          |           |
| 14     | Loreto       | ENT      | EP       | 3        | MD       | 1        | =4       | EL       |          |          |          |          |          |          |          |          |          |          |          |          |          |          |          |          |          |          | MD       |          |          |          |          |          |          |          |          |          |          |          |          |          |          |          |          |          |           |
| 15     | Alejandra    | ENT      | EP       | 3        | MD       | 1        | =4       | EL       |          |          |          |          |          |          |          |          |          |          |          |          |          |          |          |          |          |          | MD       |          |          |          |          |          |          |          |          |          |          |          |          |          |          |          |          |          |           |
| 16     | Javier       | ENT      | EP       | 3        | MD       | 1        | =4       | EL       |          |          |          |          |          |          |          |          |          |          |          |          |          |          |          |          |          |          | MD       |          |          |          |          |          |          |          |          |          |          |          |          |          |          |          |          |          |           |

(PD) Prueba del delantal, (PI) Prueba inicial, (PEX) Prueba de exteriores, (PEL) Prueba de eliminación, (DF) Duelo final
Leyenda
| (GANADOR) Ganador.              | (EG/EP) El Equipo Azul fue el ganador o el perdedor.       |
| (2.º LUGAR) Segundo lugar.      | (EG/EP) El Equipo Rojo fue el ganador o el perdedor.       |
| (IN) Inmunidad.                 | (EG/EP) El Equipo Blanco fue el ganador o el perdedor.     |
| (IN) Inmunidad extra.           | (EG/EP) El Equipo Verde fue el ganador o el perdedor.      |
| (NP) No participó en la prueba. | (DC) Ejerció doble capitanía.                              |
| (GD) Ganó la prueba.            | (DD/PIN) Ganó el delantal dorado o el pin de la inmunidad. |
| (SMD) Segundo mejor trabajo.    | (DG/EG) Formó parte de la pareja, o del equipo ganador.    |
| (AD) Alto desempeño.            | (DP/EG) Formó parte de la pareja, o del equipo perdedor.   |
| (MD) Trabajo intermedio.        | (ENT) Entró al concurso.                                   |
| (BD) Mal trabajo.               | (REG) Regresó al concurso.                                 |
| (SPD) Segundo peor trabajo.     | (AB) Abandonó el concurso.                                 |
| (EL) Eliminado.                 | (DSC) Descalificado.                                       |

Nota
1. ↑  Prueba realizada por equipos, pero juzgada individualmente.

### Episodios y audiencias
| Fecha      | Características del programa                                                   | Audiencia         |
| ---------- | ------------------------------------------------------------------------------ | ----------------- |
| 20/12/2016 | Gala 1 / Expulsión de Loreto, Javier y Alejandra                               | 1 893 000 (13,4%) |
| 25/12/2016 | Gala 2 / Expulsión de Virginia, Toni y Abel                                    | 2 057 000 (13,6%) |
| 27/12/2016 | Gala 3 / Expulsión de Arnau, Jefferson y Natalia                               | 2 580 000 (16,2%) |
| 03/01/2017 | Gala 4 / Repesca de Jefferson y Natalia / Expulsión de Kaitín, Estela y Miguel | 2 872 000 (17,8%) |
| 10/01/2017 | Gala 5 / Expulsión de Jefferson y José Enrique                                 | 2 524 000 (15,7%) |
| 17/01/2017 | Gala 6 / Ganadora Paula Alós 2.ª: Paloma / 3.ª: Natalia / 4.º: Álex            | 2 995 000 (19,8%) |

     Líder en su franja horaria.

## Quinta edición (2017-2018)
El programa se estrenó el miércoles 20 de diciembre de 2017 a las 22:10 en La 1.

### Aspirantes
| Nombre                | Procedencia | Edad    | Información                                       |
| --------------------- | ----------- | ------- | ------------------------------------------------- |
| Esther Requena        | Granada     | 10 años | Ganadora                                          |
| María Blanco          | Madrid      | 9 años  | Duelista                                          |
| Gonzalo Cordero       | Madrid      | 12 años | 3.er finalista                                    |
| Lucía Fernández       | Madrid      | 12 años | 4.ª finalista                                     |
| María Arias           | Valladolid  | 9 años  | Expulsada en la semifinalExpulsada en la 3.ª gala |
| Héctor Robles         | Barcelona   | 12 años | Expulsado en la semifinalExpulsada en la 1.ª gala |
| Juan Antonio Martínez | Almería     | 10 años | Expulsado en la semifinal                         |
| Fernando Gil          | Madrid      | 10 años | Expulsados en la 4.ª gala                         |
| Mara Serrano          | Alicante    | 10 años | Expulsados en la 4.ª gala                         |
| Diego Guerrero        | Madrid      | 12 años | Expulsados en la 3.ª gala                         |
| Núria Serra           | Barcelona   | 8 años  | Expulsados en la 3.ª gala                         |
| Rubén Alcantarilla    | Córdoba     | 12 años | Expulsados en la 2.ª gala                         |
| Santiago Parejo       | Badajoz     | 10 años | Expulsados en la 2.ª gala                         |
| Hugo Reguera          | Madrid      | 8 años  | Expulsados en la 2.ª gala                         |
| Karen Méndez          | Barcelona   | 11 años | Expulsadas en la 1.ª gala                         |
| Yara Boa              | Barcelona   | 10 años | Expulsadas en la 1.ª gala                         |
| Alba                  | Madrid      | 11 años | Eliminados en el casting final                    |
| Carolina              | Cantabria   | 11 años | Eliminados en el casting final                    |
| Izan                  | Alicante    | 12 años | Eliminados en el casting final                    |
| Judith                | Barcelona   | 8 años  | Eliminados en el casting final                    |
| Julia                 | Zaragoza    | 11 años | Eliminados en el casting final                    |
| Júlia                 | Barcelona   | 12 años | Eliminados en el casting final                    |
| Lucas                 | Valencia    | 10 años | Eliminados en el casting final                    |
| Martina               | Sevilla     | 10 años | Eliminados en el casting final                    |
| Sara                  | Madrid      | 9 años  | Eliminados en el casting final                    |

### Estadísticas semanales
| Puesto | Aspirante    | Episodio | Episodio | Episodio | Episodio | Episodio | Episodio | Episodio | Episodio | Episodio | Episodio | Episodio | Episodio | Episodio | Episodio | Episodio | Episodio | Episodio | Episodio | Episodio | Episodio | Episodio | Episodio | Episodio | Episodio | Episodio | Episodio | Episodio | Episodio | Episodio | Episodio | Episodio | Episodio | Episodio | Episodio | Episodio | Episodio | Episodio | Episodio | Episodio | Episodio | Episodio | Episodio | Episodio | Episodio  |
| Puesto | Aspirante    | 1        | 1        | 1        | 1        | 1        | 1        | 1        | 2        | 2        | 2        | 2        | 2        | 2        | 2        | 2        | 3        | 3        | 3        | 3        | 3        | 3        | 3        | 3        | 3        | 3        | 4        | 4        | 4        | 4        | 4        | 4        | 4        | 4        | 5        | 5        | 5        | 5        | 5        | 5        | 5        | 5        | 6        | 6        | 6         |
| Puesto | Aspirante    | PD       | PEX      | PEX      | PEL      | PEL      | Total    | Total    | PI       | PI       | PEX      | PEX      | PEL      | PEL      | Total    | Total    | PI       | PI       | PEX      | PEX      | PEL      | PEL      | PEL      | PEL      | Total    | Total    | PI       | PI       | PEX      | PEX      | PEL      | PEL      | Total    | Total    | PI       | PI       | PEX      | PEX      | PEL      | PEL      | Total    | Total    | PI       | PEX      | DF        |
| ------ | ------------ | -------- | -------- | -------- | -------- | -------- | -------- | -------- | -------- | -------- | -------- | -------- | -------- | -------- | -------- | -------- | -------- | -------- | -------- | -------- | -------- | -------- | -------- | -------- | -------- | -------- | -------- | -------- | -------- | -------- | -------- | -------- | -------- | -------- | -------- | -------- | -------- | -------- | -------- | -------- | -------- | -------- | -------- | -------- | --------- |
| 1      | Esther       | ENT      | EP       | 3        | GD       | 12       | =15      | GD       | MD       | 1        | EP       | 3        | AD       | 8        | =12      | MD       | SMD      | 8        | EG       | 6        | IN       | IN       | IN       | IN       | IN       | IN       | AD       | 4        | EG       | 6        | AD       | 4        | =14      | AD       | EG       | 6        | MD       | 3        | GD       | 6        | =15      | SMD      | GD       | IN       | GANADORA  |
| 2      | María B.     | ENT      | EG       | 6        | IN       | IN       | IN       | IN       | AD       | 3        | EG       | 6        | GD       | 11       | =20      | GD       | AD       | 6        | EG       | 6        | AD       | 6        | IN       | IN       | IN       | IN       | GD       | 6        | EG       | 6        | IN       | IN       | IN       | IN       | EG       | 6        | GD       | 6        | SMD      | 5        | =17      | GD       | MD       | GD       | 2.º LUGAR |
| 3      | Gonzalo      | ENT      | EG       | 6        | IN       | IN       | IN       | IN       | MD       | 1        | EP       | 3        | AD       | 7        | =11      | MD       | DG       | 10       | EG       | 6        | IN       | IN       | IN       | IN       | IN       | IN       | MD       | 1        | EP       | 3        | SMD      | 5        | =9       | MD       | EG       | 3        | SMD      | 5        | AD       | 2        | =10      | MD       | SMD      | EL       |           |
| 3      | Lucía        | ENT      | EP       | 3        | AD       | 8        | =11      | AD       | MD       | 1        | EG       | 6        | SMD      | 10       | =17      | SMD      | SMD      | 7        | EG       | 6        | MD       | 3        | AD       | 4        | =20      | GD       | AD       | 2        | EG       | 6        | AD       | 3        | =11      | MD       | EG       | 3        | AD       | 4        | AD       | 3        | =10      | MD       | BD       | EL       |           |
| 5      | María A.     | ENT      | EP       | 3        | MD       | 7        | =10      | MD       | MD       | 1        | EP       | 3        | MD       | 6        | =10      | MD       | DP       | 1        | EP       | 3        | BD       | 2        | BD       | 1        | =7       | EL       |          |          | REG      | —        | IN       | IN       | IN       | IN       | EG       | 6        | MD       | 2        | MD       | 1        | =9       | EL       |          |          |           |
| 6      | Héctor       | ENT      | EP       | 3        | BD       | 3        | =6       | EL       |          |          |          |          |          |          |          |          |          |          |          |          |          |          |          |          |          |          |          |          | REG      | —        | IN       | IN       | IN       | IN       | EG       | 3        | BD       | 1        | AD       | 4        | =8       | EL       |          |          |           |
| 7      | Juan Antonio | ENT      | EP       | 3        | AD       | 9        | =12      | AD       | AD       | 2        | EG       | 6        | MD       | 5        | =13      | MD       | MD       | 4        | EG       | 6        | SMD      | 7        | IN       | IN       | IN       | IN       | SMD      | 5        | EP       | 3        | GD       | 6        | =14      | AD       | EP       | 1        | BD       | 1        | MD       | 1        | =3       | EL       |          |          |           |
| 8      | Mara         | ENT      | EG       | 6        | IN       | IN       | IN       | IN       | GD       | 6        | EG       | 6        | IN       | IN       | IN       | IN       | DP       | 2        | EP       | 3        | GD       | 8        | SMD      | 5        | =18      | AD       | AD       | 3        | EP       | 3        | AD       | 2        | =8       | EL       |          |          |          |          |          |          |          |          |          |          |           |
| 9      | Fernando     | ENT      | EP       | 3        | AD       | 10       | =13      | AD       | SMD      | 5        | EP       | 3−1      | MD       | 4        | =11      | MD       | DG       | 9        | EP       | 3        | BD       | 1        | GD       | 6        | =19      | SMD      | MD       | 1        | EG       | 6        | MD       | 1        | =8       | EL       |          |          |          |          |          |          |          |          |          |          |           |
| 10     | Diego        | ENT      | EP       | 3        | MD       | 6        | =9       | MD       | MD       | 1        | EP       | 3        | AD       | 9        | =13      | MD       | AD       | 5        | EP       | 3        | MD       | 4        | MD       | 3        | =15      | EL       |          |          | MD       |          |          |          |          |          |          |          |          |          |          |          |          |          |          |          |           |
| 11     | Núria        | ENT      | EP       | 3        | SMD      | 11       | =14      | SMD      | AD       | 4        | EG       | 6        | IN       | IN       | IN       | IN       | MD       | 3        | EP       | 3        | AD       | 5        | MD       | 2        | =13      | EL       |          |          | MD       |          |          |          |          |          |          |          |          |          |          |          |          |          |          |          |           |
| 12     | Rubén        | ENT      | EP       | 3        | MD       | 5        | =8       | MD       | MD       | 1        | EG       | 6        | BD       | 2        | =9       | EL       |          |          |          |          |          |          |          |          |          |          |          |          | MD       |          |          |          |          |          |          |          |          |          |          |          |          |          |          |          |           |
| 13     | Santiago     | ENT      | EP       | 3        | MD       | 4        | =7       | MD       | MD       | 1        | EG       | 6        | BD       | 1        | =8       | EL       |          |          |          |          |          |          |          |          |          |          |          |          | MD       |          |          |          |          |          |          |          |          |          |          |          |          |          |          |          |           |
| 14     | Hugo         | ENT      | EG       | 6        | IN       | IN       | IN       | IN       | MD       | 1        | EP       | 3        | BD       | 3        | =7       | EL       |          |          |          |          |          |          |          |          |          |          |          |          | MD       |          |          |          |          |          |          |          |          |          |          |          |          |          |          |          |           |
| 15     | Karen        | ENT      | EP       | 3        | BD       | 2        | =5       | EL       |          |          |          |          |          |          |          |          |          |          |          |          |          |          |          |          |          |          |          |          | MD       |          |          |          |          |          |          |          |          |          |          |          |          |          |          |          |           |
| 16     | Yara         | ENT      | EP       | 3        | BD       | 1        | =4       | EL       |          |          |          |          |          |          |          |          |          |          |          |          |          |          |          |          |          |          |          |          | MD       |          |          |          |          |          |          |          |          |          |          |          |          |          |          |          |           |

(PD) Prueba del delantal, (PI) Prueba inicial, (PEX) Prueba de exteriores, (PEL) Prueba de eliminación, (DF) Duelo final
Leyenda
| (GANADOR) Ganador.              | (EG/EP) El Equipo Azul fue el ganador o el perdedor.       |
| (2.º LUGAR) Segundo lugar.      | (EG/EP) El Equipo Rojo fue el ganador o el perdedor.       |
| (IN) Inmunidad.                 | (EG/EP) El Equipo Blanco fue el ganador o el perdedor.     |
| (IN) Inmunidad extra.           | (EG/EP) El Equipo Verde fue el ganador o el perdedor.      |
| (NP) No participó en la prueba. | (DC) Ejerció doble capitanía.                              |
| (GD) Ganó la prueba.            | (DD/PIN) Ganó el delantal dorado o el pin de la inmunidad. |
| (SMD) Segundo mejor trabajo.    | (DG/EG) Formó parte de la pareja, o del equipo ganador.    |
| (AD) Alto desempeño.            | (DP/EG) Formó parte de la pareja, o del equipo perdedor.   |
| (MD) Trabajo intermedio.        | (ENT) Entró al concurso.                                   |
| (BD) Mal trabajo.               | (REG) Regresó al concurso.                                 |
| (SPD) Segundo peor trabajo.     | (AB) Abandonó el concurso.                                 |
| (EL) Eliminado.                 | (DSC) Descalificado.                                       |

### Episodios y audiencias
| Fecha      | Características del programa                                                    | Audiencia         |
| ---------- | ------------------------------------------------------------------------------- | ----------------- |
| 20/12/2017 | Gala 1 / Expulsión de Yara, Karen y Héctor                                      | 1 882 000 (14,3%) |
| 27/12/2017 | Gala 2 / Expulsión de Hugo, Rubén y Santiago                                    | 2 198 000 (17,3%) |
| 30/12/2017 | Gala 3 / Expulsión de María Arias, Núria y Diego                                | 1 661 000 (11,9%) |
| 03/01/2018 | Gala 4 / Repesca de María Arias y Héctor / Expulsión de Mara y Fernando         | 2 938 000 (19,7%) |
| 06/01/2018 | Gala 5 / Expulsión de Juan Antonio, Héctor y María Arias                        | 2 361 000 (13,4%) |
| 10/01/2018 | Gala 6 / Ganadora: Esther Requena 2.ª: María Blanco / 3.º: Gonzalo / 4.ª: Lucía | 3 039 000 (23,3%) |

     Líder en su franja horaria.

## Sexta edición (2018-2019)
En junio de 2018 empezaron los cástines. El programa se estrenó el domingo 23 de diciembre de 2018 a las 22:05 en La 1.

### Aspirantes
| Nombre            | Procedencia | Edad    | Información                                       |
| ----------------- | ----------- | ------- | ------------------------------------------------- |
| Josetxo Pérez     | Madrid      | 11 años | Ganador                                           |
| Pachu Guitart     | Madrid      | 10 años | Duelista                                          |
| Paula Bibiloni    | Mallorca    | 10 años | 3.ª finalista                                     |
| Candela Alcántara | Albacete    | 8 años  | 4.ª finalista                                     |
| Evelyn Costa      | Málaga      | 11 años | Expulsada en la semifinalExpulsada en la 3.ª gala |
| Ferrán Bosch      | Valencia    | 11 años | Expulsado en la semifinalExpulsada en la 2.ª gala |
| Jaime Pérez       | Ibiza       | 11 años | Expulsado en la semifinal                         |
| Daniel            | Madrid      | 12 años | Expulsados en la 4.ª gala                         |
| Marina            | Madrid      | 10 años | Expulsados en la 4.ª gala                         |
| Izan Navalón      | Valencia    | 11 años | Expulsados en la 3.ª gala                         |
| Noa               | Madrid      | 10 años | Expulsados en la 3.ª gala                         |
| Unai Piquer       | Barcelona   | 9 años  | Expulsados en la 2.ª gala                         |
| Carlota           | Asturias    | 8 años  | Expulsados en la 2.ª gala                         |
| Blanca Palomo     | Sevilla     | 10 años | Expulsados en la 1.ª gala                         |
| Letizia Chaves    | Badajoz     | 11 años | Expulsados en la 1.ª gala                         |
| Enrique           | Madrid      | 9 años  | Expulsados en la 1.ª gala                         |
| Alba González     | Madrid      | 10 años | Eliminados en el casting final                    |
| Alonso Fernández  | Cáceres     | 10 años | Eliminados en el casting final                    |
| Carla Núñez       | Madrid      | 8 años  | Eliminados en el casting final                    |
| Cristina Velayos  | Barcelona   | 10 años | Eliminados en el casting final                    |
| David Fernández   | Cáceres     | 10 años | Eliminados en el casting final                    |
| Jorge             | Madrid      | 12 años | Eliminados en el casting final                    |
| Martina           | Lérida      | 11 años | Eliminados en el casting final                    |
| Martina Gutiérrez | Las Palmas  | 10 años | Eliminados en el casting final                    |
| Paula             | Murcia      | 11 años | Eliminados en el casting final                    |

### Estadísticas semanales
| Puesto | Aspirante | Episodio | Episodio | Episodio | Episodio | Episodio | Episodio | Episodio | Episodio | Episodio | Episodio | Episodio | Episodio | Episodio | Episodio | Episodio | Episodio | Episodio | Episodio | Episodio | Episodio | Episodio | Episodio | Episodio | Episodio | Episodio | Episodio | Episodio | Episodio | Episodio | Episodio | Episodio | Episodio | Episodio | Episodio | Episodio | Episodio | Episodio | Episodio | Episodio | Episodio | Episodio | Episodio | Episodio | Episodio | Episodio  |
| Puesto | Aspirante | 1        | 1        | 1        | 1        | 1        | 1        | 1        | 2        | 2        | 2        | 2        | 2        | 2        | 2        | 2        | 3        | 3        | 3        | 3        | 3        | 3        | 3        | 3        | 4        | 4        | 4        | 4        | 4        | 4        | 4        | 4        | 4        | 4        | 4        | 5        | 5        | 5        | 5        | 5        | 5        | 5        | 5        | 6        | 6        | 6         |
| Puesto | Aspirante | PD       | PEX      | PEX      | PEL      | PEL      | Total    | Total    | PI       | PI       | PEX      | PEX      | PEL      | PEL      | Total    | Total    | PI       | PI       | PEX      | PEX      | PEL      | PEL      | Total    | Total    | PI       | PI       | PEX      | PEX      | PEL      | PEL      | PEL      | PEL      | PEL      | Total    | Total    | PI       | PI       | PEX      | PEX      | PEL      | PEL      | Total    | Total    | PI       | PEX      | DF        |
| ------ | --------- | -------- | -------- | -------- | -------- | -------- | -------- | -------- | -------- | -------- | -------- | -------- | -------- | -------- | -------- | -------- | -------- | -------- | -------- | -------- | -------- | -------- | -------- | -------- | -------- | -------- | -------- | -------- | -------- | -------- | -------- | -------- | -------- | -------- | -------- | -------- | -------- | -------- | -------- | -------- | -------- | -------- | -------- | -------- | -------- | --------- |
| 1      | Josetxo   | ENT      | EG       | 6        | AD       | 12       | =18      | SMD      | DP       | 1        | EG       | 6        | AD       | 4        | =11      | AD       | AD       | 4        | EP       | 1        | AD       | 2        | =7       | AD       | EG       | 3        | EG       | 6+1      | IN       | IN       | IN       | IN       | IN       | IN       | IN       | GD       | 6        | SMD      | 5        | IN       | IN       | IN       | IN       | SMD      | GD       | GANADOR   |
| 2      | Pachu     | ENT      | EG       | 6        | BD       | 2        | =8       | MD       | DG       | 6        | EP       | 3        | MD       | 1        | =10      | MD       | MD       | 1        | EP       | 1        | DG       | 4        | =6       | MD       | EG       | 6        | EP       | 3        | NP       | NP       | NP       | GD       | 2        | =11      | GD       | SMD      | 5        | AD       | 3        | SMD      | 4        | =12      | GD       | GD       | IN       | 2.º LUGAR |
| 3      | Paula     | ENT      | EG       | 6        | IN       | IN       | IN       | IN       | DP       | 1        | EG       | 6        | AD       | 2        | =9       | MD       | MD       | 1        | EP       | 1+4      | SMD      | 3        | =9       | GD       | EG       | 6        | EG       | 6        | IN       | IN       | IN       | IN       | IN       | IN       | IN       | AD       | 3        | GD       | 6        | IN       | IN       | IN       | IN       | MD       | EL       |           |
| 3      | Candela   | ENT      | EP       | 3        | AD       | 11       | =14      | MD       | AD       | 4        | EG       | 6        | IN       | IN       | IN       | IN       | MD       | 1        | EP       | 1+5      | IN       | IN       | IN       | IN       | EG       | 3        | EG       | 6        | NP       | NP       | BD       | BD       | 1        | =10      | SMD      | AD       | 4        | AD       | 4        | AD       | 3        | =11      | SMD      | BD       | EL       |           |
| 5      | Evelyn    | ENT      | EP       | 3        | MD       | 7        | =10      | MD       | SMD      | 5        | EP       | 3        | GD       | 6        | =14      | GD       | AD       | 3        | EP       | 1        | MD       | 1        | =5       | EL       |          |          | REG      | —        | IN       | IN       | IN       | IN       | IN       | IN       | IN       | AD       | 2        | BD       | 1        | GD       | 5        | =8       | EL       |          |          |           |
| 6      | Ferran    | ENT      | EG       | 6        | MD       | 5        | =11      | MD       | MD       | 2        | EP       | 3        | MD       | 1        | =6       | EL       |          |          |          |          |          |          |          |          |          |          | REG      | —        | IN       | IN       | IN       | IN       | IN       | IN       | IN       | MD       | 1        | MD       | 2        | MD       | 1        | =4       | EL       |          |          |           |
| 7      | Jaime     | ENT      | EP       | 3        | GD       | 14       | =17      | AD       | BD       | 1        | EG       | 6        | SMD      | 5        | =12      | SMD      | GD       | 6        | EP       | 1        | IN       | IN       | IN       | IN       | EP       | 1        | EP       | 3        | NP       | GD       | NP       | NP       | 5        | =9       | AD       | MD       | 1        | BD       | 1        | AD       | 2        | =4       | EL       |          |          |           |
| 8      | Dani      | ENT      | EG       | 6        | MD       | 9        | =15      | MD       | MD       | 3        | EP       | 3        | AD       | 3        | =9       | MD       | SMD      | 5        | EP       | 1        | SMD      | 3        | =9       | GD       | EP       | 1        | EP       | 3        | BD       | BD       | GD       | NP       | 4        | =8       | EL       |          |          |          |          |          |          |          |          |          |          |           |
| 9      | Marina    | ENT      | EP       | 3+1      | MD       | 6        | =10      | MD       | SMD      | 5        | EP       | 3        | MD       | 1        | =9       | MD       | AD       | 2        | EP       | 1        | DG       | 4        | =7       | AD       | TC       | 1        | EP       | 3        | GD       | NP       | NP       | NP       | 3        | =7       | EL       |          |          |          |          |          |          |          |          |          |          |           |
| 10     | Izan      | ENT      | EG       | 6        | SMD      | 13       | =19      | GD       | DG       | 6        | EG       | 6        | IN       | IN       | IN       | IN       | MD       | 1        | EP       | 1        | AD       | 2        | =4       | EL       |          |          | MD       |          |          |          |          |          |          |          |          |          |          |          |          |          |          |          |          |          |          |           |
| 11     | Noa       | ENT      | EG       | 6        | MD       | 8        | =14      | MD       | MD       | 3        | EG       | 6        | MD       | 1        | =10      | MD       | MD       | 1        | EP       | 1        | MD       | 1        | =3       | EL       |          |          | AD       |          |          |          |          |          |          |          |          |          |          |          |          |          |          |          |          |          |          |           |
| 12     | Unai      | ENT      | EP       | 3        | AD       | 10       | =13      | MD       | AD       | 4        | EP       | 3        | MD       | 1        | =8       | EL       |          |          |          |          |          |          |          |          |          |          | BD       |          |          |          |          |          |          |          |          |          |          |          |          |          |          |          |          |          |          |           |
| 13     | Carlota   | ENT      | EG       | 6        | IN       | IN       | IN       | IN       | MD       | 2        | EP       | 3        | MD       | 1        | =6       | EL       |          |          |          |          |          |          |          |          |          |          | BD       |          |          |          |          |          |          |          |          |          |          |          |          |          |          |          |          |          |          |           |
| 14     | Blanca    | ENT      | EP       | 3        | MD       | 4        | =7       | EL       |          |          |          |          |          |          |          |          |          |          |          |          |          |          |          |          |          |          | BD       |          |          |          |          |          |          |          |          |          |          |          |          |          |          |          |          |          |          |           |
| 15     | Letizia   | ENT      | EP       | 3        | BD       | 3        | =6       | EL       |          |          |          |          |          |          |          |          |          |          |          |          |          |          |          |          |          |          | MD       |          |          |          |          |          |          |          |          |          |          |          |          |          |          |          |          |          |          |           |
| 16     | Enrique   | ENT      | EP       | 3        | BD       | 1        | =4       | EL       |          |          |          |          |          |          |          |          |          |          |          |          |          |          |          |          |          |          | MD       |          |          |          |          |          |          |          |          |          |          |          |          |          |          |          |          |          |          |           |

(PD) Prueba del delantal, (PI) Prueba inicial, (PEX) Prueba de exteriores, (PEL) Prueba de eliminación, (DF) Duelo final
Leyenda
| (GANADOR) Ganador.              | (EG/EP) El Equipo Azul fue el ganador o el perdedor.       |
| (2.º LUGAR) Segundo lugar.      | (EG/EP) El Equipo Rojo fue el ganador o el perdedor.       |
| (IN) Inmunidad.                 | (EG/EP) El Equipo Blanco fue el ganador o el perdedor.     |
| (IN) Inmunidad extra.           | (EG/EP) El Equipo Verde fue el ganador o el perdedor.      |
| (NP) No participó en la prueba. | (DC) Ejerció doble capitanía.                              |
| (GD) Ganó la prueba.            | (DD/PIN) Ganó el delantal dorado o el pin de la inmunidad. |
| (SMD) Segundo mejor trabajo.    | (DG/EG) Formó parte de la pareja, o del equipo ganador.    |
| (AD) Alto desempeño.            | (DP/EG) Formó parte de la pareja, o del equipo perdedor.   |
| (MD) Trabajo intermedio.        | (ENT) Entró al concurso.                                   |
| (BD) Mal trabajo.               | (REG) Regresó al concurso.                                 |
| (SPD) Segundo peor trabajo.     | (AB) Abandonó el concurso.                                 |
| (EL) Eliminado.                 | (DSC) Descalificado.                                       |

### Episodios y audiencias
| Fecha      | Características del programa                                           | Audiencia         |
| ---------- | ---------------------------------------------------------------------- | ----------------- |
| 23/12/2018 | Gala 1 / Expulsión de Letizia, Blanca y Enrique                        | 2 060 000 (13,6%) |
| 25/12/2018 | Gala 2 / Expulsión de Ferrán, Unai y Carlota                           | 2 112 000 (13,8%) |
| 30/12/2018 | Gala 3 / Expulsión de Noa, Izan y Evelyn                               | 2 550 000 (16,5%) |
| 01/01/2019 | Gala 4 / Repesca de Evelyn y Ferrán / Expulsión de Marina y Dani       | 2 213 000 (14,8%) |
| 06/01/2019 | Gala 5 / Expulsión de Jaime, Evelyn y Ferrán                           | 2 031 000 (13,1%) |
| 13/01/2019 | Gala 6 / Ganador: Josetxo Pérez 2.ª: Pachu / 3.ª: Paula / 4.ª: Candela | 2 471 000 (16,1%) |

     Líder en su franja horaria.

## Séptima edición (2019-2020)
El programa se estrenó el lunes 23 de diciembre de 2019 a las 22:10 en La 1.

### Aspirantes
| Nombre           | Procedencia | Edad    | Información                                       |
| ---------------- | ----------- | ------- | ------------------------------------------------- |
| Lu Pérez         | Barcelona   | 11 años | Ganadora                                          |
| María Alcón      | Valencia    | 12 años | Duelista                                          |
| Albert Hernández | Tarragona   | 10 años | 3.er finalistaExpulsado en la 3.ª gala            |
| Leo Schultz      | Málaga      | 12 años | 4.° finalista                                     |
| Daniela Martínez | Jaén        | 10 años | Expulsados en la semifinal                        |
| Juan             | Madrid      | 10 años | Expulsados en la semifinal                        |
| Vega             | Madrid      | 9 años  | Expulsada en la semifinalExpulsada en la 3.ª gala |
| Aitana           | Barcelona   | 10 años | Expulsados en la 4.ª gala                         |
| Daniel           | Huelva      | 10 años | Expulsados en la 4.ª gala                         |
| Lucas            | Madrid      | 10 años | Expulsado en la 3.ª gala                          |
| Bosco Esteban    | Valladolid  | 9 años  | Expulsados en la 2.ª gala                         |
| Lucía Rodrigo    | Barcelona   | 9 años  | Expulsados en la 2.ª gala                         |
| Candela          | Málaga      | 11 años | Expulsados en la 2.ª gala                         |
| Álex             | Valencia    | 12 años | Expulsados en la 1.ª gala                         |
| Marta Estornell  | Valencia    | 11 años | Expulsados en la 1.ª gala                         |
| Silvia           | Barcelona   | 10 años | Expulsados en la 1.ª gala                         |

### Estadísticas semanales
| Puesto | Aspirante | Episodio | Episodio | Episodio | Episodio | Episodio | Episodio | Episodio | Episodio | Episodio | Episodio | Episodio | Episodio | Episodio | Episodio | Episodio | Episodio | Episodio | Episodio | Episodio | Episodio | Episodio | Episodio | Episodio | Episodio | Episodio | Episodio | Episodio | Episodio | Episodio | Episodio | Episodio | Episodio | Episodio | Episodio | Episodio | Episodio | Episodio | Episodio | Episodio | Episodio | Episodio | Episodio | Episodio | Episodio | Episodio | Episodio  |
| Puesto | Aspirante | 1        | 1        | 1        | 1        | 1        | 1        | 1        | 1        | 2        | 2        | 2        | 2        | 2        | 2        | 2        | 2        | 2        | 3        | 3        | 3        | 3        | 3        | 3        | 3        | 3        | 3        | 3        | 4        | 4        | 4        | 4        | 4        | 4        | 4        | 4        | 5        | 5        | 5        | 5        | 5        | 5        | 5        | 5        | 6        | 6        | 6         |
| Puesto | Aspirante | PI       | PI       | PEX      | PEX      | PEL      | PEL      | Total    | Total    | PI       | PI       | PEX      | PEX      | PEX      | PEL      | PEL      | Total    | Total    | PI       | PI       | PI       | PI       | PEX      | PEX      | PEL      | PEL      | Total    | Total    | PI       | PI       | PEX      | PEX      | PEL      | PEL      | Total    | Total    | PI       | PI       | PEX      | PEX      | PEL      | PEL      | Total    | Total    | PI       | PEX      | DF        |
| ------ | --------- | -------- | -------- | -------- | -------- | -------- | -------- | -------- | -------- | -------- | -------- | -------- | -------- | -------- | -------- | -------- | -------- | -------- | -------- | -------- | -------- | -------- | -------- | -------- | -------- | -------- | -------- | -------- | -------- | -------- | -------- | -------- | -------- | -------- | -------- | -------- | -------- | -------- | -------- | -------- | -------- | -------- | -------- | -------- | -------- | -------- | --------- |
| 1      | Lu        | GD       | 6        | EP       | 3        | BD       | 1        | =10      | MD       | GD       | 6        |          | AD       | 6        | IN       | IN       | IN       | IN       | NP       | MD       | NP       | 1        | EG       | 6        | SMD      | 5        | =12      | GD       | EG       | 3        | EG       | 6        | GD       | 6        | =15      | GD       | SMD      | 5        | EG       | 6        | GD       | 6        | =17      | GD       | GD       | IN       | GANADORA  |
| 2      | María     | SMD      | 5        | EG       | 6        | IN       | IN       | IN       | IN       | AD       | 4        |          | AD       | 6        | IN       | IN       | IN       | IN       | NP       | GD       | NP       | 4        | EG       | 6        | IN       | IN       | IN       | IN       | TC       | 1        | EG       | 6        | AD       | 3        | =10      | MD       | AD       | 2        | EG       | 6        | SMD      | 5        | =13      | SMD      | SMD      | GD       | 2.º LUGAR |
| 3      | Albert    | AD       | 3        | EG       | 6        | BD       | 1        | =10      | MD       | AD       | 2        |          | MD       | 3+1      | AD       | 4        | =10      | AD       | GD       | NP       | NP       | 2        | EG       | 6        | MD       | 1        | =9       | EL       |          |          | REG      | —        | IN       | IN       | IN       | IN       | AD       | 4        | EP       | 3        | AD       | 4        | =11      | AD       | MD       | EL       |           |
| 3      | Leo       | AD       | 4        | EG       | 6        | IN       | IN       | IN       | IN       | MD       | 1        |          | AD       | 6        | DG       | 6        | =13      | GD       | NP       | BD       | NP       | 1        | EG       | 6        | AD       | 3        | =10      | MD       | EG       | 6        | EP       | 3        | AD       | 2        | =11      | AD       | GD       | 6        | DC       | 5        | IN       | IN       | IN       | IN       | BD       | EL       |           |
| 5      | Daniela   | MD       | 1        | EG       | 6        | MD       | 3        | =10      | MD       | MD       | 1        |          | MD       | 3        | DG       | 6        | =10      | AD       | NP       | NP       | GD       | 6        | EG       | 6        | IN       | IN       | IN       | IN       | EG       | 6        | EG       | 6        | IN       | IN       | IN       | IN       | AD       | 3        | EP       | 3        | AD       | 3        | =9       | EL       |          |          |           |
| 6      | Juan      | MD       | 1        | EP       | 3        | AD       | 7        | =11      | AD       | MD       | 1        |          | AD       | 6        | AD       | 4        | =11      | SMD      | SMD      | NP       | NP       | 5        | EP       | 3        | AD       | 2        | =10      | MD       | EG       | 3        | EG       | 6        | SMD      | 5        | =14      | SMD      | MD       | 1        | EG       | 6        | MD       | 1        | =8       | EL       |          |          |           |
| 7      | Vega      | MD       | 1        | EP       | 3        | MD       | 5        | =9       | MD       | MD       | 1        |          | AD       | 6        | MD       | 3        | =10      | AD       | BD       | NP       | NP       | 1        | EP       | 3        | MD       | 1        | =5       | EL       |          |          | REG      | —        | IN       | IN       | IN       | IN       | MD       | 1        | EP       | 3        | AD       | 2        | =6       | EL       |          |          |           |
| 8      | Aitana    | MD       | 1        | EG       | 6        | MD       | 2        | =9       | MD       | MD       | 1        |          | MD       | 3        | SMD      | 5        | =9       | MD       | NP       | NP       | SMD      | 3        | EP       | 3        | AD       | 4        | =10      | MD       | EP       | 1        | EP       | 3        | AD       | 4        | =8       | EL       |          |          |          |          |          |          |          |          |          |          |           |
| 9      | Dani      | MD       | 1        | EP       | 3        | SMD      | 9        | =13      | SMD      | MD       | 1        |          | MD       | 3        | SMD      | 5        | =9       | MD       | NP       | MD       | NP       | 1        | EP       | 3        | GD       | 6        | =10      | MD       | EP       | 1        | EP       | 3        | MD       | 1        | =5       | EL       |          |          |          |          |          |          |          |          |          |          |           |
| 10     | Lucas     | MD       | 1        | EP       | 3        | AD       | 8        | =12      | AD       | SMD      | 5        |          | MD       | 3        | IN       | IN       | IN       | IN       | NP       | NP       | BD       | 1        | EP       | 3        | MD       | 1        | =5       | EL       |          |          | BD       |          |          |          |          |          |          |          |          |          |          |          |          |          |          |          |           |
| 11     | Bosco     | AD       | 2        | EG       | 6        | BD       | 1        | =9       | MD       | AD       | 3        |          | MD       | 3        | DP       | 2        | =8       | EL       |          |          |          |          |          |          |          |          |          |          |          |          | BD       |          |          |          |          |          |          |          |          |          |          |          |          |          |          |          |           |
| 12     | Lucía     | MD       | 1        | EP       | 3        | AD       | 6        | =10      | MD       | MD       | 1        |          | MD       | 3        | MD       | 3        | =7       | EL       |          |          |          |          |          |          |          |          |          |          |          |          | BD       |          |          |          |          |          |          |          |          |          |          |          |          |          |          |          |           |
| 13     | Candela   | MD       | 1        | EP       | 3        | GD       | 10       | =14      | GD       | MD       | 1        |          | MD       | 3        | DP       | 2        | =6       | EL       |          |          |          |          |          |          |          |          |          |          |          |          | AD       |          |          |          |          |          |          |          |          |          |          |          |          |          |          |          |           |
| 14     | Marta     | MD       | 1        | EP       | 3        | MD       | 4        | =8       | EL       |          |          |          |          |          |          |          |          |          |          |          |          |          |          |          |          |          |          |          |          |          | MD       |          |          |          |          |          |          |          |          |          |          |          |          |          |          |          |           |
| 15     | Álex      | MD       | 1        | EG       | 6        | BD       | 1        | =8       | EL       |          |          |          |          |          |          |          |          |          |          |          |          |          |          |          |          |          |          |          |          |          | AD       |          |          |          |          |          |          |          |          |          |          |          |          |          |          |          |           |
| 16     | Silvia    | MD       | 1        | EG       | 6        | BD       | 1        | =8       | EL       |          |          |          |          |          |          |          |          |          |          |          |          |          |          |          |          |          |          |          |          |          | MD       |          |          |          |          |          |          |          |          |          |          |          |          |          |          |          |           |

(PI) Prueba inicial, (PEX) Prueba de exteriores, (PEL) Prueba de eliminación, (DF) Duelo final
Leyenda
| (GANADOR) Ganador.              | (EG/EP) El Equipo Azul fue el ganador o el perdedor.       |
| (2.º LUGAR) Segundo lugar.      | (EG/EP) El Equipo Rojo fue el ganador o el perdedor.       |
| (IN) Inmunidad.                 | (EG/EP) El Equipo Blanco fue el ganador o el perdedor.     |
| (IN) Inmunidad extra.           | (EG/EP) El Equipo Verde fue el ganador o el perdedor.      |
| (NP) No participó en la prueba. | (DC) Ejerció doble capitanía.                              |
| (GD) Ganó la prueba.            | (DD/PIN) Ganó el delantal dorado o el pin de la inmunidad. |
| (SMD) Segundo mejor trabajo.    | (DG/EG) Formó parte de la pareja, o del equipo ganador.    |
| (AD) Alto desempeño.            | (DP/EG) Formó parte de la pareja, o del equipo perdedor.   |
| (MD) Trabajo intermedio.        | (ENT) Entró al concurso.                                   |
| (BD) Mal trabajo.               | (REG) Regresó al concurso.                                 |
| (SPD) Segundo peor trabajo.     | (AB) Abandonó el concurso.                                 |
| (EL) Eliminado.                 | (DSC) Descalificado.                                       |

Nota
1. ↑  Prueba realizada por equipos, pero juzgada individualmente.

### Episodios y audiencias
| Fecha      | Características del programa                                            | Audiencia         |
| ---------- | ----------------------------------------------------------------------- | ----------------- |
| 23/12/2019 | Gala 1 / Expulsión de Álex, Marta y Silvia                              | 1 781 000 (13,2%) |
| 25/12/2019 | Gala 2 / Expulsión de Candela, Lucía y Bosco                            | 1 942 000 (14,5%) |
| 03/01/2020 | Gala 3 / Expulsión de Vega, Lucas y Albert                              | 1 682 000 (12,4%) |
| 10/01/2020 | Gala 4 / Repesca de Albert y Vega / Expulsión de Dani y Aitana          | 1 265 000 (8,5%)  |
| 17/01/2020 | Gala 5 / Expulsión de Vega, Juan y Daniela                              | 1 349 000 (9,6%)  |
| 24/01/2020 | Gala 6 / Ganadora: Lucía "Lu" Pérez 2.ª: María / 3.º: Albert / 4.º: Leo | 1 665 000 (12,5%) |

     Líder en su franja horaria.

## Octava edición (2020-2021)
En mayo de 2020 empezaron los cástines. El programa empezó el 15 de diciembre, justo una semana después de acabar MasterChef Celebrity 5.

### Aspirantes
| Nombre          | Procedencia | Edad    | Información                                         |
| --------------- | ----------- | ------- | --------------------------------------------------- |
| Aurora Ruiz     | Cádiz       | 9 años  | Ganadora                                            |
| Nicolás Alonso  | Sevilla     | 11 años | Duelista                                            |
| Henar Belmonte  | Madrid      | 10 años | 3.ª finalista                                       |
| Javier Valverde | Valladolid  | 8 años  | 4.º finalista                                       |
| Manel Vàzquez   | Barcelona   | 12 años | Expulsados en la semifinalExpulsados en la 2.ª gala |
| Adriana Cano    | Valencia    | 11 años | Expulsados en la semifinalExpulsados en la 2.ª gala |
| Antony Lobo     | Málaga      | 10 años | Expulsado en la semifinal                           |
| Asier Pernía    | Valencia    | 10 años | Expulsados en la 4.ª gala                           |
| Celia Talero    | Badajoz     | 11 años | Expulsados en la 4.ª gala                           |
| Luna Berroa     | Madrid      | 12 años | Expulsadas en la 3.ª gala                           |
| Gina y Nina     | Barcelona   | 11 años | Expulsadas en la 3.ª gala                           |
| Inés Crespo     | Madrid      | 9 años  | Expulsadas en la 3.ª gala                           |
| Pablo           | Las Palmas  | 11 años | Expulsado en la 2.ª gala                            |
| Ariadna         | Tarragona   | 11 años | Expulsados en la 1.ª gala                           |
| Iván            | La Rioja    | 11 años | Expulsados en la 1.ª gala                           |
| Manu            | Alicante    | 10 años | Expulsados en la 1.ª gala                           |

### Estadísticas semanales
| Puesto | Aspirante   | Episodio | Episodio | Episodio | Episodio | Episodio | Episodio | Episodio | Episodio | Episodio | Episodio | Episodio | Episodio | Episodio | Episodio | Episodio | Episodio | Episodio | Episodio | Episodio | Episodio | Episodio | Episodio | Episodio | Episodio | Episodio | Episodio | Episodio | Episodio | Episodio | Episodio | Episodio | Episodio | Episodio | Episodio | Episodio | Episodio | Episodio | Episodio | Episodio | Episodio | Episodio | Episodio | Episodio  |
| Puesto | Aspirante   | 1        | 1        | 1        | 1        | 1        | 1        | 1        | 1        | 2        | 2        | 2        | 2        | 2        | 2        | 2        | 2        | 3        | 3        | 3        | 3        | 3        | 3        | 3        | 3        | 4        | 4        | 4        | 4        | 4        | 4        | 4        | 4        | 5        | 5        | 5        | 5        | 5        | 5        | 5        | 5        | 6        | 6        | 6         |
| Puesto | Aspirante   | PI       | PI       | PEX      | PEX      | PEL      | PEL      | Total    | Total    | PI       | PI       | PEX      | PEX      | PEL      | PEL      | Total    | Total    | PI       | PI       | PEX      | PEX      | PEL      | PEL      | Total    | Total    | PI       | PI       | PEX      | PEX      | PEL      | PEL      | Total    | Total    | PI       | PI       | PEX      | PEX      | PEL      | PEL      | Total    | Total    | PI       | PEX      | DF        |
| ------ | ----------- | -------- | -------- | -------- | -------- | -------- | -------- | -------- | -------- | -------- | -------- | -------- | -------- | -------- | -------- | -------- | -------- | -------- | -------- | -------- | -------- | -------- | -------- | -------- | -------- | -------- | -------- | -------- | -------- | -------- | -------- | -------- | -------- | -------- | -------- | -------- | -------- | -------- | -------- | -------- | -------- | -------- | -------- | --------- |
| 1      | Aurora      | AD       | 2        | EG       | 6        | BD       | 1        | =9       | MD       | GD       | 6        | EG       | 6        | IN       | IN       | IN       | IN       | AD       | 4        | EG       | 6        | IN       | IN       | IN       | IN       | EG       | 3        | EG       | 6        | IN       | IN       | IN       | IN       | AD       | 2        | EP       | 3        | GD       | 6        | =11      | AD       | GD       | IN       | GANADORA  |
| 2      | Nicolás     | MD       | 1        | EG       | 6        | MD       | 4        | =11      | MD       | SMD      | 5        | EP       | 3        | AD       | 4        | =12      | SMD      | AD       | 4        | EG       | 6        | IN       | IN       | IN       | IN       | EG       | 3        | EG       | 6        | IN       | IN       | IN       | IN       | SMD      | 5        | EG       | 6        | IN       | IN       | IN       | IN       | SMD      | GD       | 2.º LUGAR |
| 3      | Henar       | GD       | 6        | EP       | 3        | IN       | IN       | IN       | IN       | MD       | 1        | EP       | 3        | MD       | 3        | =7       | MD       | SMD      | 5        | EG       | 6        | IN       | IN       | IN       | IN       | EP       | 2        | EP       | 3        | SMD      | 4        | =9       | AD       | GD       | 6        | EP       | 3        | SMD      | 5        | =14      | GD       | MD       | EL       |           |
| 3      | Javier      | SMD      | 5        | EG       | 6        | IN       | IN       | IN       | IN       | MD       | 1        | EG       | 6        | GD       | 6        | =13      | GD       | DG       | 6        | EG       | 3        | SMD      | 5        | =14      | SMD      | EP       | 1        | EP       | 3        | GD       | 5        | =9       | AD       | AD       | 4        | EG       | 6        | AD       | 4        | =14      | GD       | BD       | EL       |           |
| 5      | Manel       | MD       | 1        | EG       | 6        | AD       | 9        | =16      | AD       | MD       | 1        | EP       | 3        | BD       | 1        | =5       | EL       |          |          |          |          |          |          |          |          |          |          | REG      | —        | IN       | IN       | IN       | IN       | MD       | 1        | EG       | 6        | MD       | 2        | =9       | EL       |          |          |           |
| 6      | Adriana     | MD       | 1        | EG       | 6        | MD       | 2        | =9       | MD       | MD       | 1        | EP       | 3        | BD       | 1        | =5       | EL       |          |          |          |          |          |          |          |          |          |          | REG      | —        | IN       | IN       | IN       | IN       | MD       | 1        | EP       | 3        | MD       | 3        | =7       | EL       |          |          |           |
| 7      | Antony      | MD       | 1        | EP       | 3        | GD       | 12       | =16      | AD       | MD       | 1        | EG       | 6        | BD       | 1        | =8       | MD       | DG       | 6        | DC       | 3        | GD       | 6        | =15      | GD       | TC       | 1        | EG       | 6        | MD       | 2        | =9       | AD       | AD       | 3        | EP       | 3        | BD       | 1        | =7       | EL       |          |          |           |
| 8      | Asier       | MD       | 1        | EG       | 6        | AD       | 10       | =17      | SMD      | MD       | 1        | EP       | 3        | SMD      | 5        | =9       | AD       | MD       | 3        | EP       | 3        | MD       | 3        | =9       | MD       | EP       | 2        | EP       | 3        | AD       | 3        | =8       | EL       |          |          |          |          |          |          |          |          |          |          |           |
| 9      | Celia       | AD       | 3        | EP       | 3        | MD       | 5        | =11      | MD       | AD       | 4        | EG       | 6        | IN       | IN       | IN       | IN       | MD       | 3        | EG       | 6        | MD       | 2        | =11      | AD       | EP       | 1        | EG       | 6        | BD       | 1        | =8       | EL       |          |          |          |          |          |          |          |          |          |          |           |
| 10     | Luna        | AD       | 4        | EP       | 3        | SMD      | 11       | =18      | GD       | AD       | 2        | EP       | 3        | MD       | 2        | =7       | MD       | DP       | 1        | EP       | 3        | AD       | 4        | =8       | EL       |          |          | BD       |          |          |          |          |          |          |          |          |          |          |          |          |          |          |          |           |
| 11     | Gina y Nina | MD       | 1        | EP       | 3        | MD       | 6        | =10      | MD       | MD       | 1        | EG       | 6        | BD       | 1        | =8       | MD       | MD       | 2        | EP       | 3        | BD       | 1        | =6       | EL       |          |          | BD       |          |          |          |          |          |          |          |          |          |          |          |          |          |          |          |           |
| 12     | Inés        | MD       | 1        | EP       | 3        | AD       | 7        | =12      | MD       | AD       | 3        | EG       | 6        | IN       | IN       | IN       | IN       | DP       | 1        | EP       | 3        | BD       | 1        | =5       | EL       |          |          | MD       |          |          |          |          |          |          |          |          |          |          |          |          |          |          |          |           |
| 13     | Pablo       | MD       | 1        | EG       | 6        | AD       | 8        | =15      | AD       | MD       | 1        | EP       | 3        | BD       | 1        | =5       | EL       |          |          |          |          |          |          |          |          |          |          | MD       |          |          |          |          |          |          |          |          |          |          |          |          |          |          |          |           |
| 14     | Ariadna     | MD       | 1        | EG       | 6        | BD       | 1        | =8       | EL       |          |          |          |          |          |          |          |          |          |          |          |          |          |          |          |          |          |          | AD       |          |          |          |          |          |          |          |          |          |          |          |          |          |          |          |           |
| 15     | Iván        | MD       | 1        | EP       | 3        | MD       | 3        | =7       | EL       |          |          |          |          |          |          |          |          |          |          |          |          |          |          |          |          |          |          | BD       |          |          |          |          |          |          |          |          |          |          |          |          |          |          |          |           |
| 16     | Manu        | MD       | 1        | EP       | 3        | BD       | 1        | =5       | EL       |          |          |          |          |          |          |          |          |          |          |          |          |          |          |          |          |          |          | AD       |          |          |          |          |          |          |          |          |          |          |          |          |          |          |          |           |

(PD) Prueba del delantal, (PI) Prueba inicial, (PEX) Prueba de exteriores, (PEL) Prueba de eliminación, (DF) Duelo final
Leyenda
| (GANADOR) Ganador.              | (EG/EP) El Equipo Azul fue el ganador o el perdedor.     |
| (2.º LUGAR) Segundo lugar.      | (EG/EP) El Equipo Rojo fue el ganador o el perdedor.     |
| (IN) Inmunidad.                 | (EG/EP) El Equipo Gris fue el ganador o el perdedor.     |
| (IN) Inmunidad extra.           | (EG/EP) El Equipo Verde fue el ganador o el perdedor.    |
| (NP) No participó en la prueba. | (DC/TC) Ejerció doble o triple capitanía.                |
| (GD) Ganó la prueba.            | (EG/EP) El Equipo Naranja fue el ganador o el perdedor.  |
| (SMD) Segundo mejor trabajo.    | (DG/EG) Formó parte de la pareja, o del equipo ganador.  |
| (AD) Alto desempeño.            | (DP/EG) Formó parte de la pareja, o del equipo perdedor. |
| (MD) Trabajo intermedio.        | (ENT) Entró al concurso.                                 |
| (BD) Mal trabajo.               | (REG) Regresó al concurso.                               |
| (SPD) Segundo peor trabajo.     | (AB) Abandonó el concurso.                               |
| (EL) Eliminado.                 | (DSC) Descalificado.                                     |

### Episodios y audiencias
| Fecha      | Características del programa                                           | Audiencia         |
| ---------- | ---------------------------------------------------------------------- | ----------------- |
| 15/12/2020 | Gala 1 / Expulsión de Ariadna, Manu e Iván                             | 1 365 000 (11,6%) |
| 22/12/2020 | Gala 2 / Expulsión de Adriana, Manel y Pablo                           | 1 496 000 (11,1%) |
| 29/12/2020 | Gala 3 / Expulsión de Inés, Gina y Nina, y Luna                        | 1 838 000 (13,4%) |
| 06/01/2021 | Gala 4 / Repesca de Manel y Adriana / Expulsión de Asier y Celia       | 1 863 000 (13,2%) |
| 12/01/2021 | Gala 5 / Expulsión de Adriana, Antony y Manel                          | 1 560 000 (12,5%) |
| 19/01/2021 | Gala 6 / Ganadora: Aurora Ruiz 2.º: Nicolás / 3.ª: Henar / 4.º: Javier | 1 887 000 (16,0%) |

## Novena edición (2021-2022)
La novena edición del formato, estrenada el 20 de diciembre de 2021, recuperó el formato de 4 galas de la 1.ª edición, reduciendo el número de aspirantes a 12.

### Aspirantes
| Nombre                   | Procedencia | Edad    | Información                |
| ------------------------ | ----------- | ------- | -------------------------- |
| Guillem Serrat           | Barcelona   | 12 años | Ganador                    |
| Carla González           | Ciudad Real | 12 años | Duelista                   |
| Olivia González          | Madrid      | 10 años | 3.ª finalista              |
| Ariel Sanz               | Cantabria   | 11 años | 4.ª finalista              |
| Alexia Ros               | Murcia      | 8 años  | Expulsados en la 3.ª gala. |
| Gonzalo Cifuentes        | Gijón       | 10 años | Expulsados en la 3.ª gala. |
| Abril Donaire            | Barcelona   | 9 años  | Expulsados en la 2.ª gala. |
| Isabel Magdalena Merello | Cádiz       | 11 años | Expulsados en la 2.ª gala. |
| Pablo Ramos              | Sevilla     | 10 años | Expulsados en la 2.ª gala. |
| Sara Fernández           | Sevilla     | 8 años  | Expulsados en la 1.ª gala  |
| Rubén Ramón              | Murcia      | 12 años | Expulsados en la 1.ª gala  |
| Marcos Casorán           | Zaragoza    | 10 años | Expulsados en la 1.ª gala  |

### Estadísticas semanales
| Puesto | Aspirante | Episodio | Episodio | Episodio | Episodio | Episodio | Episodio | Episodio | Episodio | Episodio | Episodio | Episodio | Episodio | Episodio | Episodio | Episodio | Episodio | Episodio | Episodio | Episodio | Episodio | Episodio | Episodio | Episodio | Episodio | Episodio | Episodio | Episodio  |
| Puesto | Aspirante | 1        | 1        | 1        | 1        | 1        | 1        | 1        | 1        | 2        | 2        | 2        | 2        | 2        | 2        | 2        | 2        | 3        | 3        | 3        | 3        | 3        | 3        | 3        | 3        | 4        | 4        | 4         |
| Puesto | Aspirante | PI       | PI       | PEX      | PEX      | PEL      | PEL      | Total    | Total    | PI       | PI       | PEX      | PEX      | PEL      | PEL      | Total    | Total    | PI       | PI       | PEX      | PEX      | PEL      | PEL      | Total    | Total    | PI       | PEX      | DF        |
| ------ | --------- | -------- | -------- | -------- | -------- | -------- | -------- | -------- | -------- | -------- | -------- | -------- | -------- | -------- | -------- | -------- | -------- | -------- | -------- | -------- | -------- | -------- | -------- | -------- | -------- | -------- | -------- | --------- |
| 1      | Guillem   | MD       | 1        | EG       | 6        | SMD      | 9        | =16      | SMD      | EP       | 3        | DC       | 7        | IN       | IN       | IN       | IN       | SMD      | 5        | EP       | 3        | GD       | 6        | =14      | GD       | GD       | IN       | GANADOR   |
| 2      | Carla     | GD       | 6        | EP       | 3        | IN       | IN       | IN       | IN       | EG       | 6        | EP       | 3        | AD       | 4        | =13      | GD       | GD       | 6        | EG       | 6        | IN       | IN       | IN       | IN       | SMD      | GD       | 2.º LUGAR |
| 3      | Olivia    | AD       | 3        | EP       | 3        | MD       | 4        | =10      | MD       | EG       | 6        | EG       | 6        | IN       | IN       | IN       | IN       | AD       | 4        | EG       | 6        | IN       | IN       | IN       | IN       | BD       | EL       |           |
| 3      | Ariel     | MD       | 1        | EG       | 6        | BD       | 3        | =10      | MD       | EP       | 3        | EG       | 6        | MD       | 2        | =11      | MD       | MD       | 3        | EP       | 3        | SMD      | 5        | =11      | SMD      | MD       | EL       |           |
| 5      | Alexia    | AD       | 2        | EG       | 6        | AD       | 7        | =15      | AD       | EP       | 3        | EG       | 6        | MD       | 3        | =12      | AD       | MD       | 1        | EG       | 6        | BD       | 3        | =10      | EL       |          |          |           |
| 6      | Gonzalo   | MD       | 1        | EP       | 3        | MD       | 6        | =10      | MD       | EP       | 1        | EG       | 6        | SMD      | 5        | =12      | AD       | MD       | 2        | EP       | 3        | MD       | 4        | =9       | EL       |          |          |           |
| 7      | Abril     | AD       | 4        | EP       | 3        | GD       | 10       | =17      | GD       | EP       | 1        | EP       | 3        | GD       | 6        | =10      | EL       |          |          |          |          |          |          |          |          |          |          |           |
| 8      | Isabel    | SMD      | 5        | EG       | 6        | IN       | IN       | IN       | IN       | EG       | 6        | EP       | 3        | BD       | 1        | =10      | EL       |          |          |          |          |          |          |          |          |          |          |           |
| 9      | Pablo     | MD       | 1        | EG       | 6        | AD       | 8        | =15      | AD       | EP       | 1        | EP       | 3        | BD       | 1        | =5       | EL       |          |          |          |          |          |          |          |          |          |          |           |
| 10     | Sara      | MD       | 1        | EP       | 3        | MD       | 5        | =9       | EL       |          |          |          |          |          |          |          |          |          |          |          |          |          |          |          |          |          |          |           |
| 11     | Rubén     | MD       | 1        | EG       | 6        | BD       | 1        | =8       | EL       |          |          |          |          |          |          |          |          |          |          |          |          |          |          |          |          |          |          |           |
| 12     | Marcos    | MD       | 1        | EP       | 3        | BD       | 2        | =6       | EL       |          |          |          |          |          |          |          |          |          |          |          |          |          |          |          |          |          |          |           |

(PD) Prueba del delantal, (PI) Prueba inicial, (PEX) Prueba de exteriores, (PEL) Prueba de eliminación, (DF) Duelo final
Leyenda
| (GANADOR) Ganador.              | (EG/EP) El Equipo Azul fue el ganador o el perdedor.       |
| (2.º LUGAR) Segundo lugar.      | (EG/EP) El Equipo Rojo fue el ganador o el perdedor.       |
| (IN) Inmunidad.                 | (EG/EP) El Equipo Naranja fue el ganador o el perdedor.    |
| (IN) Inmunidad extra.           | (EG/EP) El Equipo Verde fue el ganador o el perdedor.      |
| (NP) No participó en la prueba. | (DC) Ejerció doble capitanía.                              |
| (GD) Ganó la prueba.            | (DD/PIN) Ganó el delantal dorado o el pin de la inmunidad. |
| (SMD) Segundo mejor trabajo.    | (DG/EG) Formó parte de la pareja, o del equipo ganador.    |
| (AD) Alto desempeño.            | (DP/EG) Formó parte de la pareja, o del equipo perdedor.   |
| (MD) Trabajo intermedio.        | (ENT) Entró al concurso.                                   |
| (BD) Mal trabajo.               | (REG) Regresó al concurso.                                 |
| (SPD) Segundo peor trabajo.     | (AB) Abandonó el concurso.                                 |
| (EL) Eliminado.                 | (DSC) Descalificado.                                       |

### Episodios y audiencias
| Fecha      | Características del programa                                            | Audiencia         |
| ---------- | ----------------------------------------------------------------------- | ----------------- |
| 20/12/2021 | Gala 1 / Expulsión de Sara, Rubén y Marcos                              | 1 249 000 (9,9%)  |
| 27/12/2021 | Gala 2 / Expulsión de Pablo, Isabel y Abril                             | 1 291 000 (9,7%)  |
| 03/01/2022 | Gala 3 / Expulsión de Gonzalo y Alexia                                  | 1 360 000 (10,2%) |
| 06/01/2022 | Gala 4 / Ganador: Guillem Serrat 2.ª: Carla / 3.ª: Olivia / 4. ª: Ariel | 1 581 000 (12,6%) |

     Líder en su franja horaria.

## Décima edición (2023-2024)

### Aspirantes
| Nombre          | Procedencia | Edad    | Información                                      |
| --------------- | ----------- | ------- | ------------------------------------------------ |
| Loreto Riera    | Alicante    | 8 años  | GanadoraExpulsada en la 3ª gala                  |
| Jesús San Roque | Teruel      | 12 años | Duelista                                         |
| Estanis Merello | Cádiz       | 10 años | 3.er finalista                                   |
| Inés Cantero    | Cantabria   | 11 años | 4ª finalista                                     |
| Indhira Alarza  | Madrid      | 12 años | Expulsada en la semifinal                        |
| Mario           | Madrid      | 8 años  | Expulsado en la semifinal                        |
| Candela         | Valencia    | 10 años | Expulsada en la semifinalExpulsada en la 1ª gala |
| Ian             | Barcelona   | 9 años  | Expulsados en la 4ª gala                         |
| Juana           | Sevilla     | 8 años  | Expulsados en la 4ª gala                         |
| Sofía Alcolado  | Madrid      | 12 años | Expulsadas en la 3.ª gala                        |
| Inés Poza       | Toledo      | 10 años | Expulsadas en la 3.ª gala                        |
| Álvaro          | Vizcaya     | 11 años | Expulsados en la 2.ª gala                        |
| Pablo           | Madrid      | 12 años | Expulsados en la 2.ª gala                        |
| Bruno           | Ávila       | 9 años  | Expulsados en la 2.ª gala                        |
| Izan Vera       | Madrid      | 8 años  | Expulsados en la 1.ª gala                        |
| Daniela Sánchez | Granada     | 12 años | Expulsados en la 1.ª gala                        |

### Estadísticas semanales
| Puesto | Aspirante | Episodio | Episodio | Episodio | Episodio | Episodio | Episodio | Episodio | Episodio | Episodio | Episodio | Episodio | Episodio | Episodio | Episodio | Episodio | Episodio | Episodio | Episodio | Episodio | Episodio | Episodio | Episodio | Episodio | Episodio | Episodio | Episodio | Episodio | Episodio | Episodio | Episodio | Episodio | Episodio | Episodio | Episodio | Episodio | Episodio | Episodio | Episodio | Episodio | Episodio | Episodio | Episodio | Episodio |  |
| Puesto | Aspirante | 1        | 1        | 1        | 1        | 1        | 1        | 1        | 1        | 2        | 2        | 2        | 2        | 2        | 2        | 2        | 2        | 3        | 3        | 3        | 3        | 3        | 3        | 3        | 3        | 4        | 4        | 4        | 4        | 4        | 4        | 4        | 4        | 5        | 5        | 5        | 5        | 5        | 5        | 5        | 5        | 6        | 6        | 6        |  |
| Puesto | Aspirante | PI       | PI       | PEX      | PEX      | PEL      | PEL      | Total    | Total    | PI       | PI       | PEX      | PEX      | PEL      | PEL      | Total    | Total    | PI       | PI       | PEX      | PEX      | PEL      | PEL      | Total    | Total    | PI       | PI       | PEX      | PEX      | PEL      | PEL      | Total    | Total    | PI       | PI       | PEX      | PEX      | PEL      | PEL      | Total    | Total    | PI       | PEX      | DF       |  |
| ------ | --------- | -------- | -------- | -------- | -------- | -------- | -------- | -------- | -------- | -------- | -------- | -------- | -------- | -------- | -------- | -------- | -------- | -------- | -------- | -------- | -------- | -------- | -------- | -------- | -------- | -------- | -------- | -------- | -------- | -------- | -------- | -------- | -------- | -------- | -------- | -------- | -------- | -------- | -------- | -------- | -------- | -------- | -------- | -------- |  |
| 1      | Loreto    | AD       | 9        | EP       | 3        | SMD      | 9        | =21      | SMD      | MD       | 3        | EP       | 3        | SMD      | 10       | =16      | GD       | GD       | 6        | EP       | 3        | BD       | 2        | =11      | EL       |          |          | REG      | —        | IN       | IN       | IN       | IN       | GD       | 6        | EG       | 6        | IN       | IN       | IN       | IN       | SMD      | GD       | GANADORA |  |
| 2      | Jesús     | AD       | 10       | EP       | 3        | IN       | IN       | IN       | IN       | AD       | 4        | EP       | 3        | MD       | 6        | =13      | AD       | AD       | 3        | EP       | 3        | AD       | 6        | =12      | MD       | SMD      | 5        | EG       | 6        | MD       | 3        | =14      | SMD      | AD       | 2        | EG       | 6        | AD       | 4        | =12      | AD       | GD       | IN       | 2º LUGAR |  |
| 3      | Estanis   | MD       | 6        | EG       | 6        | GD       | 10       | =22      | GD       | AD       | 4        | EP       | 3        | MD       | 4        | =11      | MD       | SMD      | 5        | EG       | 6        | IN       | IN       | IN       | IN       | GD       | 6        | EG       | 6        | IN       | IN       | IN       | IN       | SMD      | 5        | EP       | 3        | GD       | 6        | =14      | GD       | BD       | EL       |          |  |
| 4      | Inés C.   | BD       | 1        | EG       | 6        | MD       | 4        | =11      | MD       | SMD      | 5        | EP       | 3        | BD       | 3        | =11      | MD       | AD       | 4        | EP       | 3        | SMD      | 8        | =15      | SMD      | AD       | 4        | EG       | 6        | GD       | 6        | =16      | GD       | AD       | 4        | EG       | 6        | MD       | 3        | =13      | SMD      | MD       | EL       |          |  |
| 5      | Indhira   | MD       | 5        | EG       | 6        | IN       | IN       | IN       | IN       | DG       | 6        | EP       | 3        | IN       | IN       | IN       | IN       | MD       | 1        | EG       | 6        | GD       | 9        | =16      | GD       | MD       | 2        | EG       | 6        | MD       | 2        | =10      | AD       | AD       | 3        | EP       | 3        | SMD      | 5        | =11      | EL       |          |          |          |  |
| 6      | Candela   | BD       | 1        | EP       | 3        | MD       | 5        | =9       | EL       |          |          |          |          |          |          |          |          |          |          |          |          |          |          |          |          |          |          | REG      | —        | IN       | IN       | IN       | IN       | MD       | 1        | EG       | 6        | BD       | 1        | =8       | EL       |          |          |          |  |
| 7      | Mario     | SMD      | 11       | EG       | 6        | IN       | IN       | IN       | IN       | SMD      | 5        | EP       | 3        | AD       | 8        | =16      | GD       | AD       | 2        | EG       | 6        | MD       | 4        | =12      | MD       | MD       | 3        | EP       | 3        | AD       | 4        | =10      | AD       | MD       | 1        | EP       | 3        | MD       | 2        | =6       | EL       |          |          |          |  |
| 8      | Ian       | MD       | 7        | EG       | 6        | IN       | IN       | IN       | IN       | BD       | 1        | EP       | 3        | AD       | 9        | =13      | AD       | MD       | 1        | EG       | 6        | MD       | 5        | =12      | MD       | BD       | 1        | EP       | 3        | SMD      | 5        | =9       | EL       |          |          |          |          |          |          |          |          |          |          |          |  |
| 9      | Juana     | MD       | 8        | EP       | 3        | AD       | 8        | =19      | AD       | BD       | 1        | EP       | 3        | GD       | 11       | =15      | SMD      | MD       | 1        | EG       | 6        | AD       | 7        | =14      | AD       | BD       | 1        | EP       | 3        | BD       | 1        | =5       | EL       |          |          |          |          |          |          |          |          |          |          |          |  |
| 10     | Sofía     | GD       | 12       | EG       | 6        | IN       | IN       | IN       | IN       | BD       | 1        | EP       | 3        | MD       | 7        | =11      | MD       | MD       | 1        | EP       | 3        | BD       | 3        | =7       | EL       |          |          | BD       |          |          |          |          |          |          |          |          |          |          |          |          |          |          |          |          |  |
| 11     | Inés P.   | MD       | 2        | EP       | 3        | IN       | IN       | IN       | IN       | DG       | 6        | EP       | 3        | IN       | IN       | IN       | IN       | MD       | 1        | EP       | 3        | BD       | 1        | =5       | EL       |          |          | BD       |          |          |          |          |          |          |          |          |          |          |          |          |          |          |          |          |  |
| 12     | Álvaro    | MD       | 4        | EP       | 3        | BD       | 3        | =10      | MD       | MD       | 2        | EP       | 3        | MD       | 5        | =10      | EL       |          |          |          |          |          |          |          |          |          |          | MD       |          |          |          |          |          |          |          |          |          |          |          |          |          |          |          |          |  |
| 13     | Pablo     | MD       | 3        | EG       | 6        | AD       | 7        | =16      | AD       | MD       | 2        | EP       | 3        | BD       | 2        | =7       | EL       |          |          |          |          |          |          |          |          |          |          | MD       |          |          |          |          |          |          |          |          |          |          |          |          |          |          |          |          |  |
| 14     | Bruno     | BD       | 1        | EG       | 6        | MD       | 6        | =13      | MD       | BD       | 1        | EP       | 3        | BD       | 1        | =5       | EL       |          |          |          |          |          |          |          |          |          |          | AD       |          |          |          |          |          |          |          |          |          |          |          |          |          |          |          |          |  |
| 15     | Izan      | BD       | 1        | EP       | 3        | BD       | 2        | =6       | EL       |          |          |          |          |          |          |          |          |          |          |          |          |          |          |          |          |          |          | MD       |          |          |          |          |          |          |          |          |          |          |          |          |          |          |          |          |  |
| 16     | Daniela   | BD       | 1        | EP       | 3        | BD       | 1        | =5       | EL       |          |          |          |          |          |          |          |          |          |          |          |          |          |          |          |          |          |          | MD       |          |          |          |          |          |          |          |          |          |          |          |          |          |          |          |          |  |

(PD) Prueba del delantal, (PI) Prueba inicial, (PEX) Prueba de exteriores, (PEL) Prueba de eliminación, (DF) Duelo final
Leyenda
| (GANADOR) Ganador.              | (EG/EP) El Equipo Azul fue el ganador o el perdedor.       |
| (2.º LUGAR) Segundo lugar.      | (EG/EP) El Equipo Rojo fue el ganador o el perdedor.       |
| (IN) Inmunidad.                 | (EG/EP) El Equipo Naranja fue el ganador o el perdedor.    |
| (IN) Inmunidad extra.           | (EG/EP) El Equipo Verde fue el ganador o el perdedor.      |
| (NP) No participó en la prueba. | (DC) Ejerció doble capitanía.                              |
| (GD) Ganó la prueba.            | (DD/PIN) Ganó el delantal dorado o el pin de la inmunidad. |
| (SMD) Segundo mejor trabajo.    | (DG/EG) Formó parte de la pareja, o del equipo ganador.    |
| (AD) Alto desempeño.            | (DP/EG) Formó parte de la pareja, o del equipo perdedor.   |
| (MD) Trabajo intermedio.        | (ENT) Entró al concurso.                                   |
| (BD) Mal trabajo.               | (REG) Regresó al concurso.                                 |
| (SPD) Segundo peor trabajo.     | (AB) Abandonó el concurso.                                 |
| (EL) Eliminado.                 | (DSC) Descalificado.                                       |

### Episodios y audiencias
| Fecha      | Características del programa                                               | Audiencia         |
| ---------- | -------------------------------------------------------------------------- | ----------------- |
| 11/12/2023 | Gala 1 / Expulsión de Izan, Daniela y Candela                              | 681 000 (8,7%)    |
| 12/12/2023 | Gala 2 / Expulsión de Álvaro, Bruno y Pablo                                | 646 000 (8,1%)    |
| 18/12/2023 | Gala 3 / Expulsión de Inés Poza, Loreto y Sofía                            | 649 000 (8,9%)    |
| 26/12/2023 | Gala 4 / Repesca de Candela y Loreto / Expulsión de Ian y Juana            | 861 000 (8,1%)    |
| 02/01/2024 | Gala 5 / Expulsión de Candela, Mario e Indhira                             | 903 000 (11,2%)   |
| 03/01/2024 | Gala 6 / Ganadora: Loreto Riera 2º: Jesús / 3º: Estanis / 4ª: Inés Cantero | 1 074 000 (13,9%) |

     Líder en su franja horaria.

## Undécima edición (2024-2025)

### Aspirantes
| Nombre                | Procedencia | Edad    | Información                                      |
| --------------------- | ----------- | ------- | ------------------------------------------------ |
| Valentina Salazar     | Barcelona   | 9 años  | Ganadora                                         |
| Ana Piquer            | Zaragoza    | 12 años | Duelista                                         |
| Marcos Jiménez        | Málaga      | 11 años | 3.er finalista                                   |
| Sophie                | Toledo      | 11 años | 4ª finalista Expulsada en la 3ª gala             |
| Leo                   | Barcelona   | 10 años | Expulsado en la semifinal                        |
| Marce Lopez           | Cuba        | 9 años  | Expulsado en la semifinal                        |
| Martina Luque         | Madrid      | 9 años  | Expulsada en la semifinalExpulsada en la 3ª gala |
| Fernando Carraso      | Madrid      | 13 años | Expulsados en la 4.ª gala                        |
| Nico                  | Valencia    | 10 años | Expulsados en la 4.ª gala                        |
| Candela Chará         | Barcelona   | 10 años | Expulsadas en la 3.ª gala                        |
| Daniela Sánchez       | Valencia    | 11 años | Expulsadas en la 3.ª gala                        |
| Constancia Mira Monje | Alicante    | 12 años | Expulsados en la 2.ª gala                        |
| Paco                  | Granada     | 10 años | Expulsados en la 2.ª gala                        |
| Nikole                | Vizcaya     | 10 años | Expulsados en la 1.ª gala                        |
| Lucía                 | Cádiz       | 9 años  | Expulsados en la 1.ª gala                        |
| Nacho                 | Valencia    | 11 años | Expulsados en la 1.ª gala                        |

### Estadísticas semanales
| 1  | Valentina  | MD  | 3  | EG | 6 | GD  | 12 | =21 | SMD | GD  | 12 | EG | 6 | IN  | IN | IN  | IN  | AD | 4 | EP | 3 | GD  | 8  | =15 | GD | AD  | 4 | EG  | 6 | SMD | 5  | =15 | GD  | MD  | 3 | DC | 6 | SMD | 5  | =14 | GD  | SMD | GD | GANADORA |  |  |
| 2  | Ana        | GD  | 12 | EP | 3 | IN  | IN | IN  | IN  | MD  | 5  | EP | 3 | AD  | 6  | =14 | AD  | AD | 4 | EP | 3 | MD  | 4  | =12 | AD | MD  | 2 | EG  | 6 | MD  | 3  | =11 | SMD | GD  | 7 | EP | 3 | MD  | 3  | =13 | SMD | GD  | IN | 2º LUGAR |  |  |
| 3  | Marcos     | MD  | 8  | EG | 6 | IN  | IN | IN  | IN  | MD  | 4  | EG | 6 | MD  | 4  | =14 | AD  | MD | 3 | EG | 6 | AD  | 6  | =15 | GD | MD  | 3 | EP  | 3 | AD  | 4  | =10 | MD  | SMD | 6 | EG | 6 | IN  | IN | IN  | IN  | MD  | EL |          |  |  |
| 4  | Sophie     | MD  | 7  | EG | 6 | SMD | 11 | =24 | GD  | MD  | 6  | EP | 3 | MD  | 7  | =16 | SMD | DG | 6 | EP | 3 | BD  | 2  | =11 | EL |     |   | REG | — | IN  | IN | IN  | IN  | MD  | 4 | EG | 6 | AD  | 4  | =14 | GD  | BD  | EL |          |  |  |
| 5  | Leo        | BD  | 1  | EG | 6 | MD  | 7  | =14 | MD  | BD  | 2  | EG | 6 | GD  | 10 | =18 | GD  | MD | 2 | EP | 6 | IN  | IN | IN  | IN | GD  | 6 | EG  | 6 | IN  | IN | IN  | IN  | MD  | 2 | EP | 3 | GD  | 6  | =11 | EL  |     |    |          |  |  |
| 6  | Marce      | BD  | 1  | EP | 3 | MD  | 6  | =10 | MD  | AD  | 9  | EG | 6 | IN  | IN | IN  | IN  | DG | 6 | EG | 6 | IN  | IN | IN  | IN | BD  | 1 | EP  | 3 | GD  | 6  | =10 | MD  | AD  | 5 | EP | 3 | MD  | 2  | =10 | EL  |     |    |          |  |  |
| 7  | Martina    | AD  | 9  | EG | 6 | IN  | IN | IN  | IN  | BD  | 1  | EG | 6 | MD  | 2  | =9  | EL  |    |   |    |   |     |    |     |    |     |   | REG | — | IN  | IN | IN  | IN  | BD  | 1 | EG | 6 | BD  | 1  | =8  | EL  |     |    |          |  |  |
| 8  | Fernando   | MD  | 2  | EP | 3 | AD  | 10 | =15 | MD  | BD  | 3  | EP | 3 | AD  | 8  | =14 | AD  | BD | 1 | EP | 3 | SMD | 7  | =11 | MD | SMD | 5 | EP  | 3 | BD  | 1  | =9  | EL  |     |   |    |   |     |    |     |     |     |    |          |  |  |
| 9  | Nico       | MD  | 6  | EG | 6 | MD  | 8  | =20 | AD  | AD  | 10 | EP | 3 | MD  | 5  | =18 | GD  | MD | 2 | EG | 6 | MD  | 3  | =11 | MD | BD  | 1 | EP  | 3 | BD  | 2  | =6  | EL  |     |   |    |   |     |    |     |     |     |    |          |  |  |
| 10 | Daniela    | AD  | 10 | EP | 3 | AD  | 9  | =22 | AD  | SMD | 11 | EP | 3 | IN  | IN | IN  | IN  | MD | 3 | EG | 6 | BD  | 1  | =10 | EL |     |   | MD  |   |     |    |     |     |     |   |    |   |     |    |     |     |     |    |          |  |  |
| 11 | Candela    | SMD | 11 | EG | 6 | IN  | IN | IN  | IN  | BD  | 1  | EG | 6 | SMD | 9  | =16 | SMD | BD | 1 | EP | 3 | MD  | 5  | =9  | EL |     |   | MD  |   |     |    |     |     |     |   |    |   |     |    |     |     |     |    |          |  |  |
| 12 | Constancia | MD  | 5  | EP | 3 | MD  | 3  | =11 | MD  | MD  | 7  | EP | 3 | MD  | 3  | =13 | EL  |    |   |    |   |     |    |     |    |     |   | BD  |   |     |    |     |     |     |   |    |   |     |    |     |     |     |    |          |  |  |
| 13 | Paco       | MD  | 4  | EP | 3 | MD  | 2  | =9  | BD  | MD  | 8  | EP | 3 | BD  | 1  | =12 | EL  |    |   |    |   |     |    |     |    |     |   | BD  |   |     |    |     |     |     |   |    |   |     |    |     |     |     |    |          |  |  |
| 14 | Nikole     | BD  | 1  | EP | 3 | MD  | 5  | =9  | EL  |     |    |    |   |     |    |     |     |    |   |    |   |     |    |     |    |     |   | AD  |   |     |    |     |     |     |   |    |   |     |    |     |     |     |    |          |  |  |
| 15 | Lucía      | BD  | 1  | EP | 3 | MD  | 4  | =8  | EL  |     |    |    |   |     |    |     |     |    |   |    |   |     |    |     |    |     |   | MD  |   |     |    |     |     |     |   |    |   |     |    |     |     |     |    |          |  |  |
| 16 | Nacho      | BD  | 1  | EP | 3 | BD  | 1  | =5  | EL  |     |    |    |   |     |    |     |     |    |   |    |   |     |    |     |    |     |   | BD  |   |     |    |     |     |     |   |    |   |     |    |     |     |     |    |          |  |  |

Leyenda
| (GANADOR) Ganador.              | (EG/EP) El Equipo Azul fue el ganador o el perdedor.       |
| (2.º LUGAR) Segundo lugar.      | (EG/EP) El Equipo Rojo fue el ganador o el perdedor.       |
| (IN) Inmunidad.                 | (EG/EP) El Equipo Naranja fue el ganador o el perdedor.    |
| (IN) Inmunidad extra.           | (EG/EP) El Equipo Verde fue el ganador o el perdedor.      |
| (NP) No participó en la prueba. | (DC) Ejerció doble capitanía.                              |
| (GD) Ganó la prueba.            | (DD/PIN) Ganó el delantal dorado o el pin de la inmunidad. |
| (SMD) Segundo mejor trabajo.    | (DG/EG) Formó parte de la pareja, o del equipo ganador.    |
| (AD) Alto desempeño.            | (DP/EG) Formó parte de la pareja, o del equipo perdedor.   |
| (MD) Trabajo intermedio.        | (ENT) Entró al concurso.                                   |
| (BD) Mal trabajo.               | (REG) Regresó al concurso.                                 |
| (SPD) Segundo peor trabajo.     | (AB) Abandonó el concurso.                                 |
| (EL) Eliminado.                 | (DSC) Descalificado.                                       |

Episodios y audiencias
| Fecha      | Características del programa                                              | Audiencia      |
| ---------- | ------------------------------------------------------------------------- | -------------- |
| 26/12/2024 | Gala 1 / Expulsión de Nacho, Nikole y Lucía                               | 682 000 (9,2%) |
| 27/12/2024 | Gala 2 / Expulsión de Paco, Martina y Constancia                          | 627 000 (6,6%) |
| 29/12/2024 | Gala 3 / Expulsión de Daniela, Candela y Sophie                           | 794 000 (8,0%) |
| 01/01/2025 | Gala 4 / Repesca de Martina y Sophie / Expulsión de Fernando y Nico       | 735 000 (9,9%) |
| 06/01/2025 | Gala 5 / Expulsión de Leo, Marce y Martina                                | 717 000 (8,9%) |
| 09/01/2025 | Gala 6 / Ganadora: Valentina Salazar 2.ª: Ana / 3.º: Marcos / 4.º: Sophie | 591 000 (8,9%) |

## PalmarésMasterchef Junior España
| Edición                     | Temporada | Ganador(a)               | Duelista         | Tercer lugar     | Cuarto lugar      |
| --------------------------- | --------- | ------------------------ | ---------------- | ---------------- | ----------------- |
| MasterChef Junior España 1  | 2013-2014 | Mario Palacios           | Ana Luna Navarro | Esther Núñez     | Juan Dávila       |
| MasterChef Junior España 2  | 2014-2015 | Manuel Esteve            | Martina Segura   | Aina Roglán      | Teresa Barrieras  |
| MasterChef Junior España 3  | 2015-2016 | María Fernández-Victorio | Lukas Vives      | Covadonga García | Martina Pueyo     |
| MasterChef Junior España 4  | 2016-2017 | Paula Alós               | Paloma Martínez  | Natalia Jiménez  | Álex Cañada       |
| MasterChef Junior España 5  | 2017-2018 | Esther Requena           | María Blanco     | Gonzalo Cordero  | Lucía Fernández   |
| MasterChef Junior España 6  | 2018-2019 | Josetxo Pérez            | Pachu Guitart    | Paula Bibiloni   | Candela Alcántara |
| MasterChef Junior España 7  | 2019-2020 | Lucía “Lu” Pérez         | María Alcón      | Albert Hernández | Leo Schultz       |
| MasterChef Junior España 8  | 2020-2021 | Aurora Ruiz              | Nicolás Alonso   | Henar            | Javier Valverde   |
| MasterChef Junior España 9  | 2021-2022 | Guillem Serrat           | Carla González   | Olivia González  | Ariel Sanz        |
| MasterChef Junior España 10 | 2023-2024 | Loreto Riera             | Jesús San Roque  | Estanis Merello  | Inés Cantero      |
| MasterChef Junior España 11 | 2024-2025 | Valentina Salazar        | Ana Piquer       | Marcos           | Sophie            |

## Audiencias

### Masterchef Junior España: Ediciones
| Edición                                    | Programas | Fecha     | Audiencia         | Gran final        |
| ------------------------------------------ | --------- | --------- | ----------------- | ----------------- |
| Masterchef Junior España: Primera edición  | 4         | 2013-2014 | 3 491 000 (17,9%) | 4 387 000 (21,7%) |
| MasterChef Junior España: Segunda edición  | 6         | 2014-2015 | 2 851 000 (16,1%) | 3 418 000 (19,7%) |
| MasterChef Junior España: Tercera edición  | 6         | 2015-2016 | 2 358 000 (14,8%) | 3 346 000 (22,6%) |
| MasterChef Junior España: Cuarta edición   | 6         | 2016-2017 | 2 487 000 (16,1%) | 2 995 000 (19,8%) |
| MasterChef Junior España: Quinta edición   | 6         | 2017-2018 | 2 347 000 (16,7%) | 3 039 000 (23,3%) |
| MasterChef Junior España: Sexta edición    | 6         | 2018-2019 | 2 240 000 (14,7%) | 2 471 000 (16,1%) |
| MasterChef Junior España: Séptima edición  | 6         | 2019-2020 | 1 612 000 (11,8%) | 1 665 000 (12,5%) |
| MasterChef Junior España: Octava edición   | 6         | 2020-2021 | 1 668 000 (13,0%) | 1 887 000 (16,0%) |
| MasterChef Junior España: Novena edición   | 4         | 2021-2022 | 1 371 000 (10,6%) | 1 581 000 (12,6%) |
| MasterChef Junior España: Décima edición   | 6         | 2023-2024 | 802 000 (9,8%)    | 1 074 000 (13,9%) |
| MasterChef Junior España: Undécima edición | 6         | 2024-2025 | 708 000 (8,6%)    | 591 000 (8,9%)    |